# Liste der Biografien/Hamm
Liste der Biografien |
Portal Biografien |
Personensuche
# |
A |
B |
C |
D |
E |
F |
G |
H |
I |
J |
K |
L |
M |
N |
O |
P |
Q |
R |
S |
T |
U |
V |
W |
X |
Y |
Z |
?
 
Ha |
Hd |
He |
Hi |
Hj |
Hk |
Hl |
Hm |
Hn |
Ho |
Hr |
Hs |
Ht |
Hu |
Hv |
Hw |
Hy
 
Haa |
Hab |
Hac |
Had |
Hae–Haf |
Hag |
Hah |
Hai |
Haj |
Hak |
Hal |
Ham |
Han |
Hao |
Hap |
Haq |
Har |
Has |
Hat |
Hau |
Hav |
Haw |
Hax |
Hay |
Haz
 
Hama |
Hamb |
Hamd |
Hame |
Hamf |
Hamh |
Hami |
Hamk |
Haml |
Hamm |
Hamn |
Hamo |
Hamp |
Hamr |
Hams |
Hamu |
Hamv |
Hamw |
Hamy |
Hamz
Die Liste der Biografien führt alle Personen auf, die in der deutschsprachigen Wikipedia einen Artikel haben. Dieses ist eine Teilliste mit 654 Einträgen von Personen, deren Namen mit den Buchstaben „Hamm“ beginnt.

## Hamm
- Hamm, Adolf (1882–1938), deutscher Organist
- Hamm, Albert (1860–1891), kanadischer Fischer und Ruderer
- Hamm, Andreas (1824–1894), deutscher Glockengießer und Maschinenbauer
- Hamm, Ann-Kristin (* 1977), deutsche Malerin
- Hamm, Bernd (1945–2015), deutscher Soziologe und Universitätsprofessor
- Hamm, Berndt (* 1945), deutscher protestantischer Theologe
- Hamm, Charles R. (* 1933), US-amerikanischer Offizier, Generalleutnant der US Air Force
- Hamm, Christian (* 1953), deutscher Kardiologe
- Hamm, Claudia (* 1969), deutsche Übersetzerin, Theaterregisseurin und Autorin
- Hamm, Constantin (1807–1885), deutscher Tuchfabrikant und Politiker (Zentrum), MdR
- Hamm, Dirk (* 1968), deutscher Filmproduzent
- Hamm, Ed (1906–1982), US-amerikanischer Weitspringer
- Hamm, Eduard (1879–1944), deutscher Jurist und Politiker (DDP), MdREduard Hamm (1879–1944)

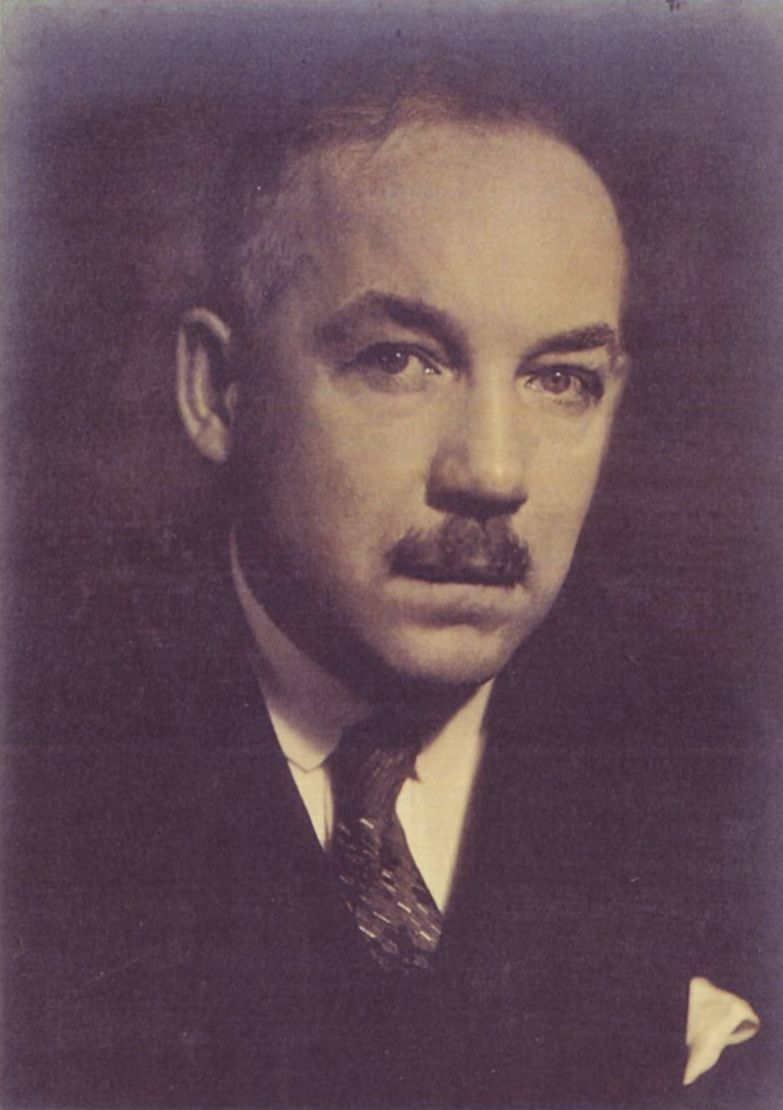
Eduard Hamm (1879–1944)

- Hamm, Edward H. Jr., Filmproduzent
- Hamm, Ernst (1886–1952), deutscher Architekt, Ingenieur, Stadt- und NS-Raumplaner
- Hamm, Erwin (1909–2008), deutscher Kommunalpolitiker und Stadtrat
- Hamm, Eugen (1869–1944), deutscher Kameramann
- Hamm, Eugen (1885–1930), deutscher Maler
- Hamm, Frank-Richard (1920–1973), deutscher Indologe
- Hamm, Franz (1900–1988), deutscher Angehöriger der Parlamente in den Königreichen Jugoslawien und Ungarn, sowie Verbandsfunktionär verschiedener Organisationen ebendort und in Deutschland
- Hamm, Franz Josef (* 1936), deutscher Architekt und Denkmalpfleger
- Hamm, Franz Peter (1872–1935), deutscher katholischer Theologe und Priester
- Hamm, Friedrich (1891–1972), deutscher Geologe und Autor sowie Leiter der Naturkundeabteilung des Niedersächsischen Landesmuseums Hannover
- Hamm, Georg (1817–1878), Glockengießer, Maschinenbauer und Freiheitskämpfer
- Hamm, Gerhard Ernst von (1692–1776), deutscher Rechtswissenschaftler und Hochschullehrer
- Hamm, Hans (1922–2008), deutscher Allgemeinmediziner und Hochschullehrer
- Hamm, Harold (* 1945), US-amerikanischer Unternehmer
- Hamm, Heinrich (1889–1968), deutscher Bildhauer
- Hamm, Heinrich (1931–2021), deutscher Ordensgeistlicher und katholischer Theologe und Sozialethiker
- Hamm, Heinrich (1934–2017), deutscher Organist, Chorleiter und Kirchenmusiker
- Hamm, Heinz (* 1944), deutscher Germanist
- Hamm, Hubertus (* 1950), deutscher Fotograf und Fotokünstler
- Hamm, Ingo (* 1971), deutscher Psychologe
- Hamm, Ingrid (* 1955), deutsche Kommunikations- und Sozialwissenschaftlerin, Volkswirtin und Managerin
- Hamm, Isolde (1939–2006), deutsche Grafikerin und Malerin
- Hamm, Joachim (* 1967), deutscher germanistischer Mediävist
- Hamm, Johann Valentin (1811–1874), deutscher Musikdirektor, Konzertmeister, Komponist und Pianist
- Hamm, Jon (* 1971), US-amerikanischer SchauspielerJon Hamm (* 1971)

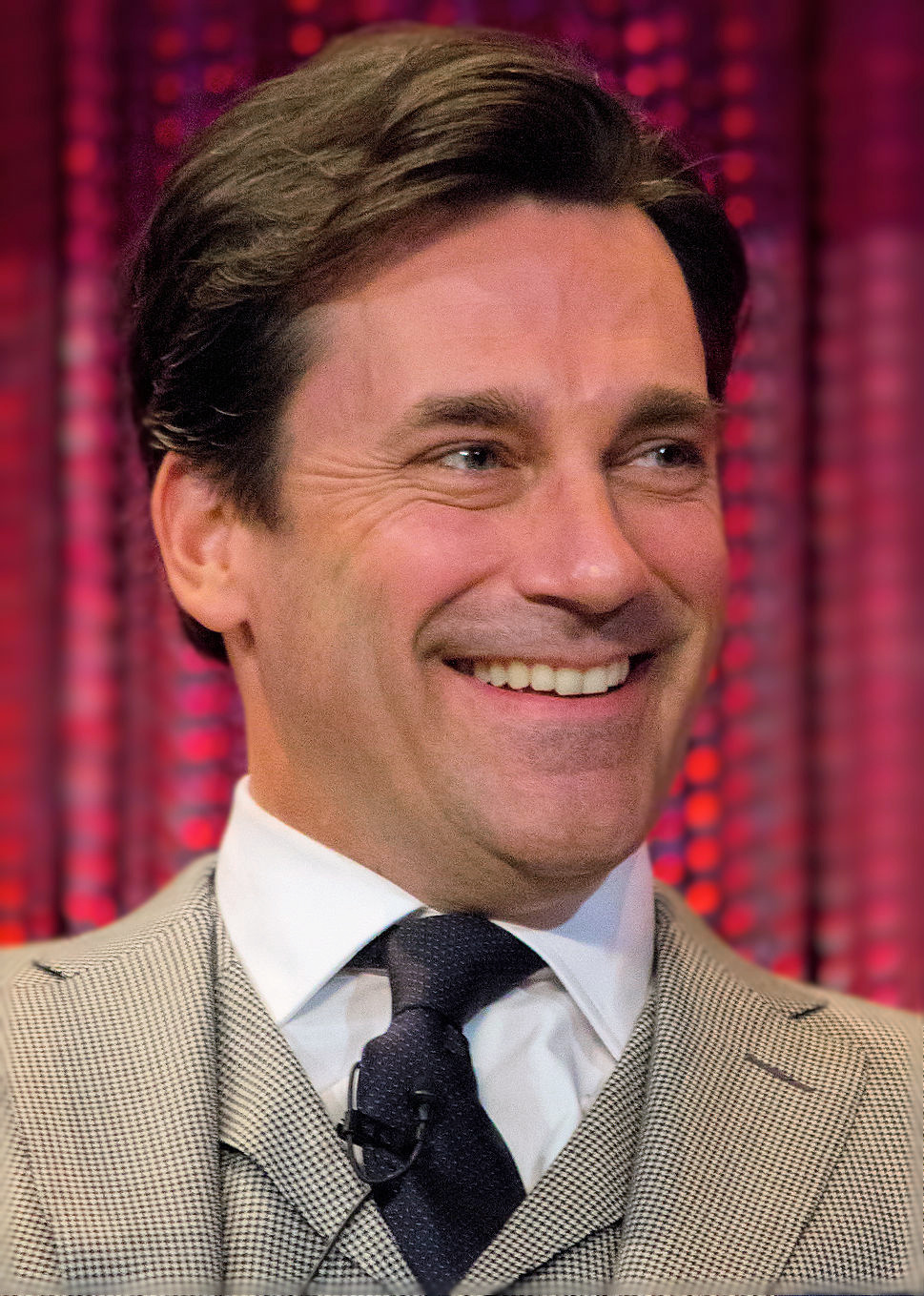
Jon Hamm (* 1971)

- Hamm, Jonas (* 1980), deutscher Mittelstreckenläufer
- Hamm, Karoline (* 1999), dänische Schauspielerin
- Hamm, Leo Walter (1926–2014), deutscher Bezirksschulrat, Heimatforscher und Autor
- Hamm, Ludwig (1921–1999), deutscher Jurist und Politiker (FDP), MdB
- Hamm, Manfred (* 1944), deutscher Fotograf
- Hamm, Marianne (1902–1987), deutsche Sozialarbeiterin
- Hamm, Mia (* 1972), US-amerikanische Fußballspielerin
- Hamm, Morgan (* 1982), US-amerikanischer Turner
- Hamm, Moses (* 1977), deutscher Ordenspriester des Zisterzienserordens, Professor und Vorstand des Europainstitus für Cistercienserforschung
- Hamm, Norbert, deutscher Bassist und Musikproduzent
- Hamm, Oskar (1839–1920), deutscher Jurist, Oberreichsanwalt und Präsident des Oberlandesgerichtes Köln
- Hamm, Paul (* 1982), US-amerikanischer Kunstturner
- Hamm, Peter (1937–2019), deutscher Lyriker, Schriftsteller und LiteraturkritikerPeter Hamm (1937–2019)

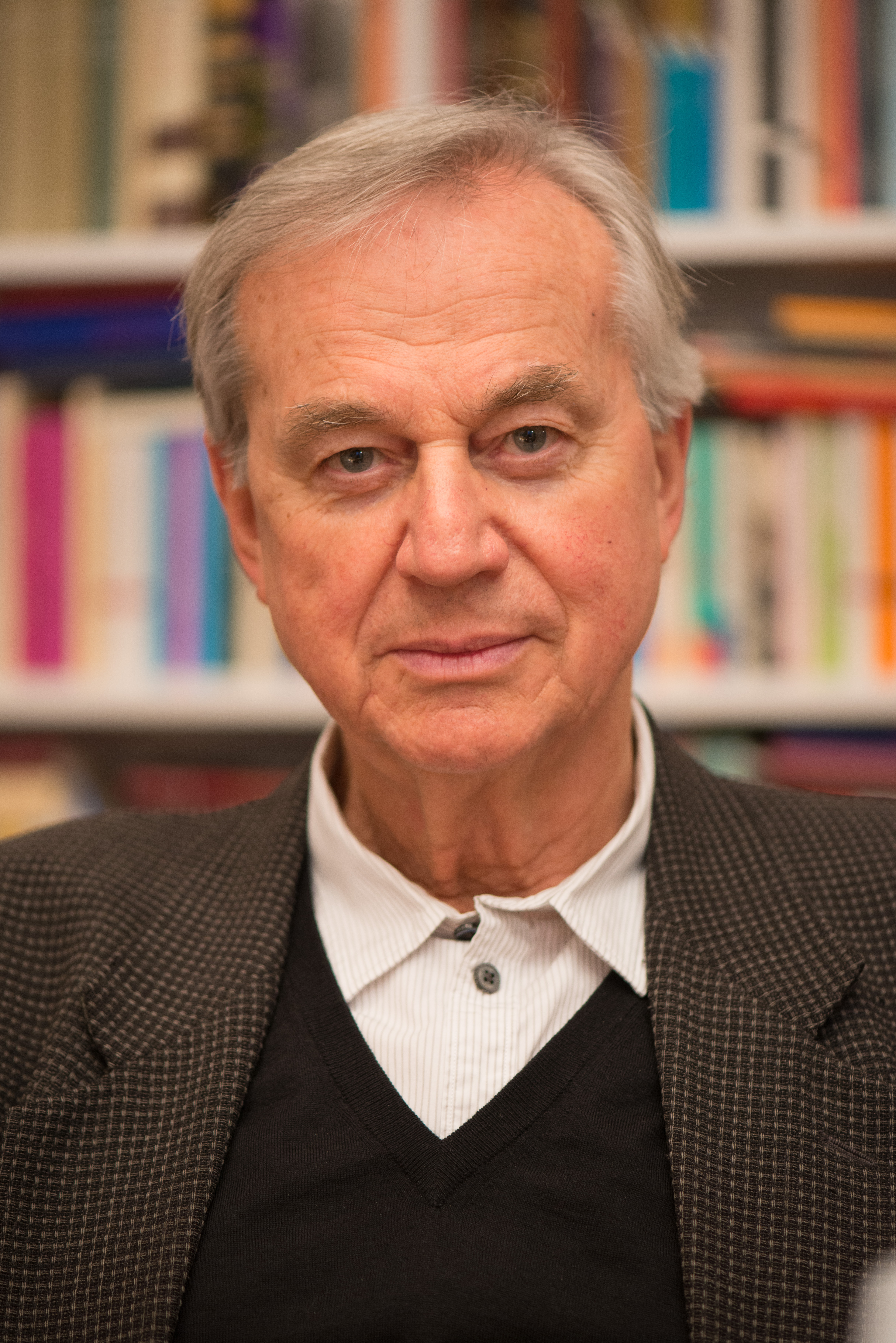
Peter Hamm (1937–2019)

- Hamm, Petra, deutsche Fußballspielerin
- Hamm, Rainer (* 1943), deutscher Strafverteidiger und Strafrechtsprofessor
- Hamm, Roland (* 1956), deutscher Politiker (Die Linke) und Gewerkschafter
- Hamm, Stuart (* 1960), US-amerikanischer Bassgitarrist
- Hamm, Sulpiz (1877–1944), deutscher Politiker, Oberbürgermeister der Stadt Recklinghausen
- Hamm, Theodore (1825–1903), deutscher Brauer
- Hamm, Ulrich (* 1952), deutscher Agrarökonom und Hochschullehrer, Experte für Lebensmittelmarketing
- Hamm, Walter (1922–2017), deutscher Ökonom
- Hamm, Wilhelm von (1820–1880), deutscher Agrarwissenschaftler, Unternehmer und Politiker
- Hamm, Wolf (* 1974), deutscher Maler und Zeichner
- Hamm, Wolfgang (1944–2022), deutscher Komponist, Autor und Musikproduzent
- Hamm-Brücher, Hildegard (1921–2016), deutsche Politikerin (FDP), MdL, MdBHildegard Hamm-Brücher (1921–2016)

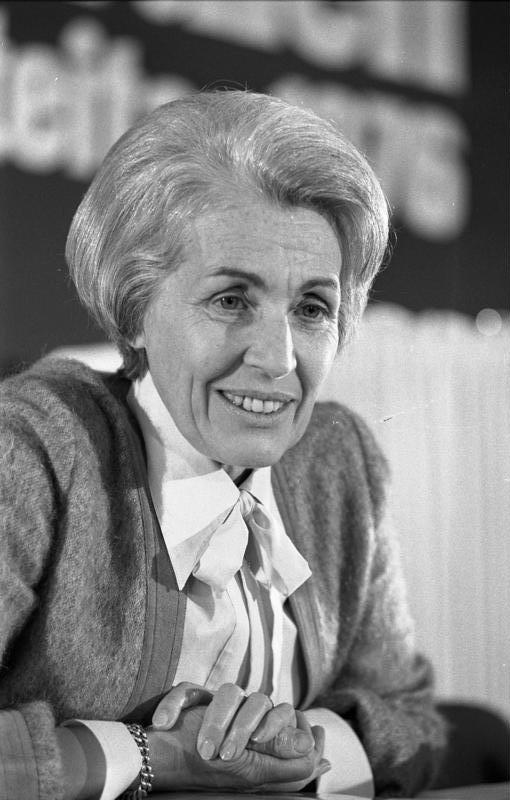
Hildegard Hamm-Brücher (1921–2016)

### Hamma
- Hamma, Walter (1916–1988), deutscher Geigenbauer
- Hammacher, Albert (1831–1915), preußischer Kaufmann und Abgeordneter
- Hammacher, Christiane (* 1939), deutsche Schauspielerin
- Hammacher, Friedrich (1824–1904), deutscher Jurist und Politiker (DHP), MdR und Wirtschaftsführer
- Hammacher, Karl von (1852–1936), deutscher Verwaltungsjurist und Polizeibeamter
- Hammacher, Klaus (1930–2024), deutscher Philosoph und Hochschullehrer
- Hammacher, Konrad (1928–2001), deutscher Mediziner, Hochschullehrer für Gynäkologie und Geburtshilfe
- Hammacher, Rudolf (1528–1594), Bürgermeister in Osnabrück
- Hammacher, Rudolf (1893–1971), deutscher Theaterschauspieler und -regisseur, sowie Hörspielsprecher
- Hammack, Craig, US-amerikanischer Spezialeffektkünstler
- Hammad ibn Buluggin († 1028), erste Herrscher der Hammadiden in Algerien (1014–1028)
- Hammad, Abderrahmane (* 1977), algerischer Leichtathlet
- Hammad, Farouk (* 1933), ägyptischer Industriedesigner
- Hammad, Hisham (* 1951), deutscher Politiker (Bündnis 90/Die Grünen), MdL
- Hammad, Mohamed (* 1963), sudanesischer Boxer
- Hammad, Samy (* 1970), deutscher Rechtsanwalt
- Hammad, Suheir (* 1973), US-amerikanische Schauspielerin und Autorin palästinensischer Herkunft
- Hammad, Yousef Mirza Bani (* 1988), Radrennfahrer aus den Vereinigten Arabischen Emiraten
- Hammadi, Ismail al- (* 1988), Fußballspieler aus den Vereinigten Arabischen Emiraten
- Hammadi, Khalifa al- (* 1998), Fußballspieler aus den Vereinigten Arabischen Emiraten
- Hammadi, Mohamed (* 1997), marokkanischer Dreispringer
- Hammadi, Mohamed al- (* 1984), emiratischer Fußballschiedsrichterassistent
- Hammadi, Saadun (1930–2007), schiitischer irakischer Politiker panarabischer Ausrichtung und Diplomat
- Hammam, Imaan (* 1996), niederländisches ModelImaan Hammam (* 1996)

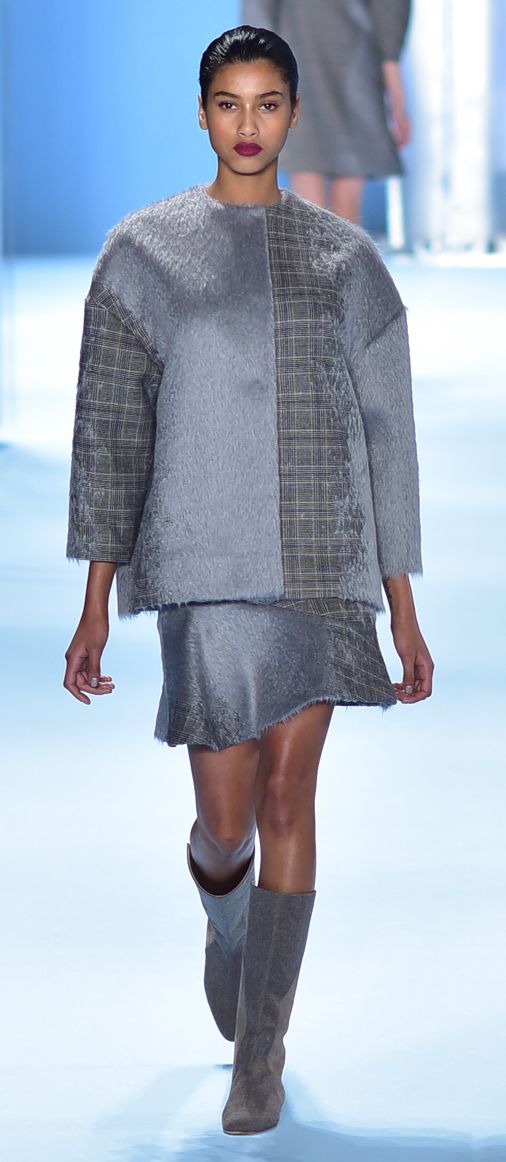
Imaan Hammam (* 1996)

- Hammam, Mohamed bin (* 1949), katarischer Unternehmer
- Hammami, Hamma (* 1952), tunesischer Politiker
- Hamman, Adalbert-Gautier (1910–2000), französischer Kirchenhistoriker
- Hamman, Edouard Jean Conrad (1819–1888), belgischer Maler
- Hamman, Joe (1883–1974), französischer Schauspieler, Regisseur und Zeichner
- Hamman, Le Roux (* 1992), südafrikanischer Hürdenläufer
- Hamman, Louis Virgil (1877–1946), Internist
- Hamman, Peter (* 1624), deutscher Schreiner, Zeichner und Kartograf
- Hamman, Petra (1935–2010), namibische Bürgermeisterin
- Hammang, Ferenc (* 1944), ungarischer Säbelfechter
- Hammang, Marion (1964–2017), luxemburgische Kraftsportlerin
- Hammann, Barbara (1945–2018), deutsche Kunsthistorikerin, Hochschullehrerin und Videokünstlerin
- Hammann, Joachim (* 1946), deutscher Schriftsteller und Drehbuchautor
- Hammann, Johann Wolfgang (1713–1785), Besitzer des Eisenhütten- und Hammerwerkes in Katzhütte sowie Fürstlich-Schwarzburgischer Hütteninspektor
- Hammann, Kirsten (* 1965), dänische Schriftstellerin
- Hammann, Konrad (1955–2020), deutscher Kirchenhistoriker
- Hammann, Nico (* 1988), deutscher Fußballspieler
- Hammann, Otto (1852–1928), deutscher Jurist
- Hammann, Peter (1938–2005), deutscher Wirtschaftswissenschaftler
- Hammann, Torsten (* 1965), deutscher SchauspielerTorsten Hammann (* 1965)

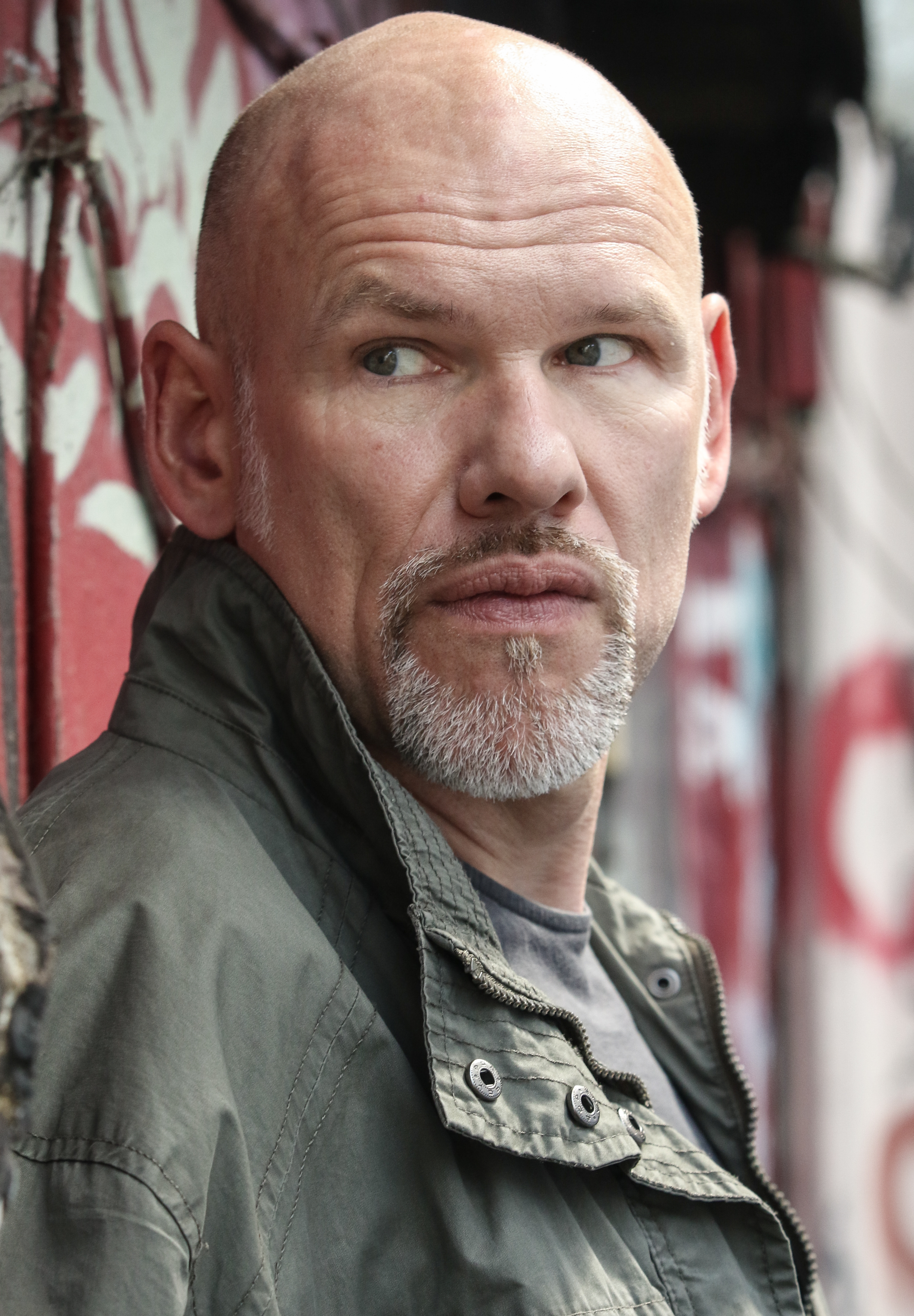
Torsten Hammann (* 1965)

- Hammann, Ursula (* 1955), deutsche Politikerin (Bündnis 90/Die Grünen), MdL
- Hammann, Wilhelm (1897–1955), deutscher Politiker und Widerstandskämpfer
- Hammann, Wolf-Dietrich (* 1955), deutscher Jurist
- Hammans, Ernst (1898–1967), deutscher Politiker und Oberbürgermeister
- Hammans, Herbert (* 1932), deutscher Geistlicher und emeritierter Aachener Dompropst
- Hammans, Hugo (1927–2012), deutscher Pädagoge, Entwicklungshelfer und Mitglied des Bundestages (CDU)
- Hammar, Ahti (1911–1979), finnischer Heraldiker und Lithograf
- Hammar, Clarence (1899–1989), schwedischer Segler
- Hammar, Fredda (1847–1927), schwedische Lehrerin und Missionarin
- Hammar, K. G. (* 1943), schwedischer Theologe und ehemaliger Erzbischof von Uppsala
- Hammar, Karin (* 1974), schwedische Jazzmusikerin
- Hammar, Molly (* 1995), schwedische Sängerin
- Hammar, Urban (* 1961), schwedischer Fußballspieler und -trainer
- Hammar, Ziri (* 1992), algerischer Fußballspieler
- Hammar-Rosén, Anna († 1805), schwedische Verlegerin, Chefredakteurin und Journalistin
- Hammarberg, Thomas (* 1942), schwedischer Menschenrechtler, UNHCR-Kommissar
- Hammarberg, Timo (* 2004), österreichischer Beachvolleyballspieler
- Hammargren, Lonnie (1937–2023), US-amerikanischer Politiker
- Hammarlund, Henning (1857–1922), schwedischer Uhrmacher und Fabrikant
- Hammarlund, Pauline (* 1994), schwedische Fußballspielerin
- Hammarlund, Sven-Olof (1932–1995), schwedischer Tischtennisspieler und Präsident der International Table Tennis Federation
- Hammarskjöld, Åke (1893–1937), schwedischer Jurist und Diplomat, Richter am Ständigen Internationalen Gerichtshof
- Hammarskjöld, Dag (1905–1961), schwedischer Politiker, Generalsekretär der Vereinten Nationen (1953–1961)Dag Hammarskjöld (1905–1961)

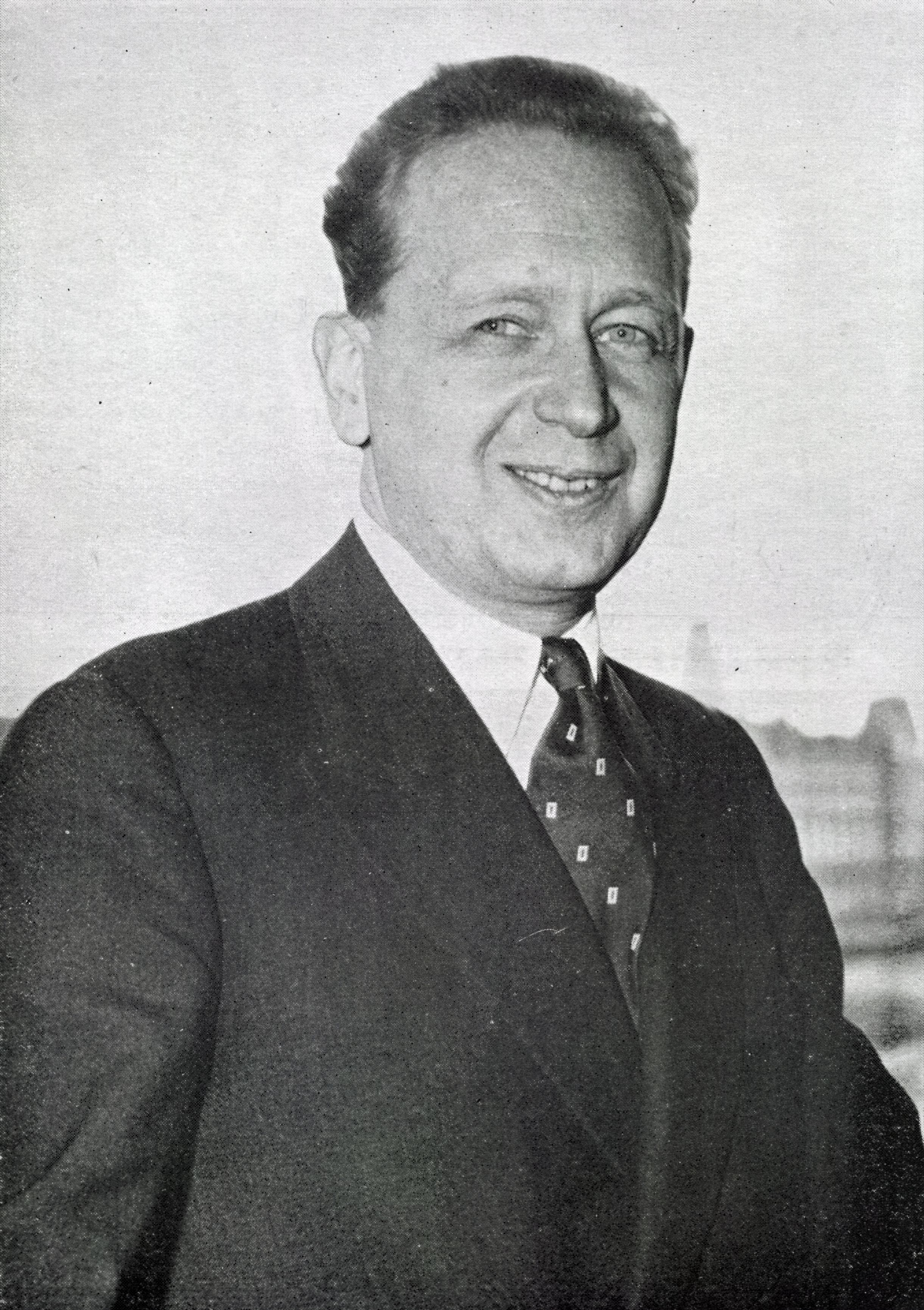
Dag Hammarskjöld (1905–1961)

- Hammarskjöld, Hjalmar (1862–1953), schwedischer Politiker, Mitglied des Riksdag und Ministerpräsident
- Hammarsten, Greta (1896–1964), schwedische Medizinerin und Hochschullehrerin
- Hammarsten, Gustaf (* 1967), schwedischer Schauspieler
- Hammarsten, Olof (1841–1932), schwedischer Mediziner, Physiologe und Biochemiker
- Hammarstrand, Pierre (* 1978), schwedischer Handballspieler und -trainer
- Hammarström, Göran (1922–2019), schwedischer Romanist und Sprachwissenschaftler
- Hammarström, Hanna (1829–1914), schwedische Unternehmerin, Entwicklerin, Produzentin und Lieferantin von Telefonkabeln
- Hammarström, Inge (* 1948), schwedischer Eishockeyspieler
- Hammarström, Klara (* 2000), schwedische SängerinKlara Hammarström (* 2000)

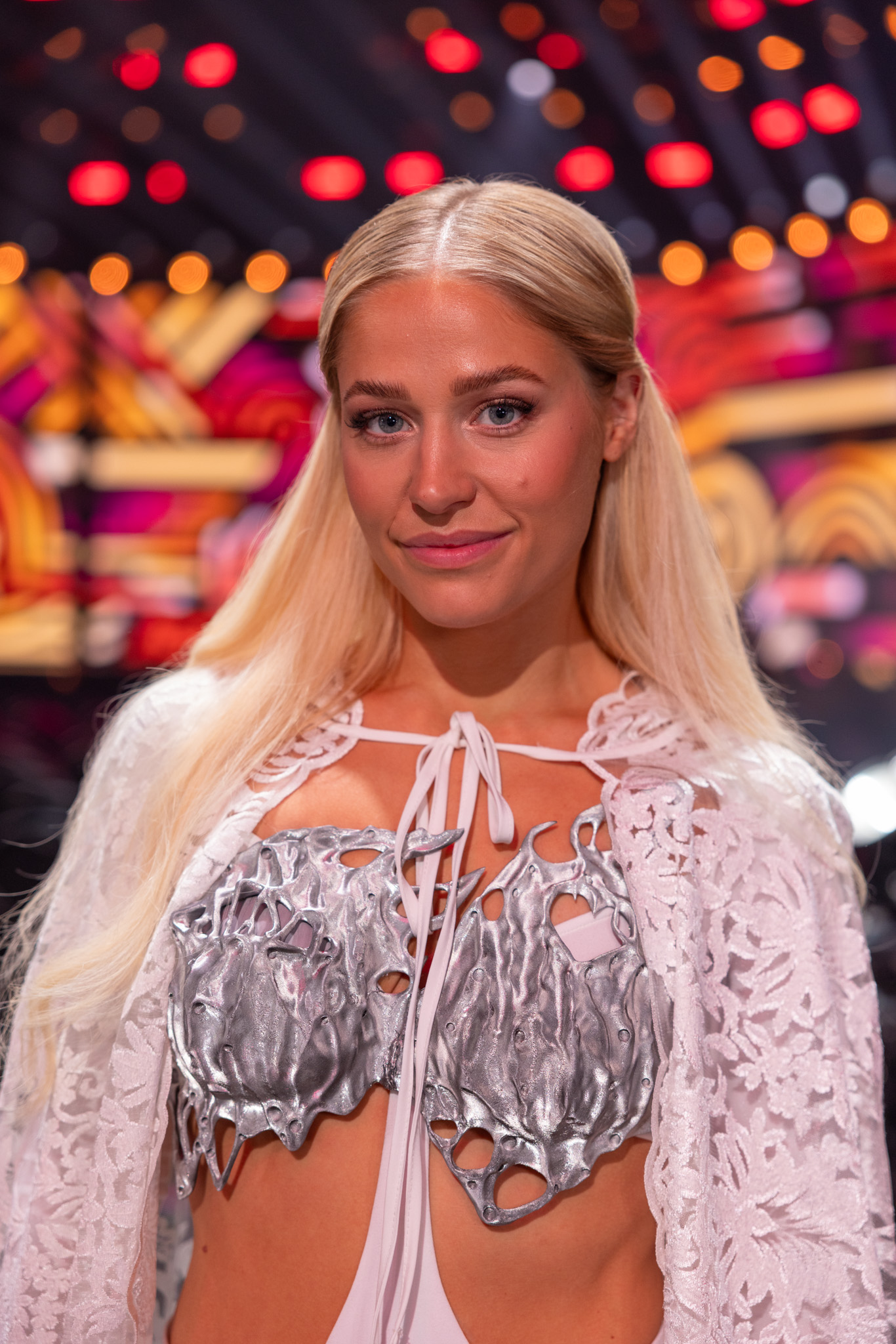
Klara Hammarström (* 2000)

- Hammarström, Kristin (* 1982), schwedische Fußballspielerin
- Hammarström, Louise (1849–1917), schwedische Unternehmerin, Entwicklerin, Produzentin und Lieferantin von Telefonkabeln
- Hammarström, Marie (* 1982), schwedische Fußballspielerin
- Hammarström, Matz (* 1959), schwedischer Politiker (Miljöpartiet de Gröna), Mitglied des Riksdag
- Hammarström, Nonni Ardal (* 2001), schwedischer Schauspieler
- Hammawa, Charles M. (* 1962), nigerianischer Geistlicher, Bischof von Jalingo

### Hamme
- Hamme gen. von Schoeppingk, Dietrich Ernst op dem (1749–1818), kurländischer Landespolitiker und russischer Staatsmann
- Hamme, Al (* 1939), US-amerikanischer Jazzmusiker (Saxophon) und Hochschullehrer
- Hamme, Hermann von, deutscher Hochschullehrer und Domherr
- Hamme, Meinhart von, deutscher Soldat und Landsknechtsführer
- Hamme, Rosina van (1822–1910), niederländische Schauspielerin und Tänzerin

#### Hammec
- Hammecke, Lucie (* 1996), deutsche Politikerin (Bündnis 90/Die Grünen), MdL

#### Hammed
- Hammed, Aymen (* 1983), tunesischer Handballspieler
- Hammed, Tosh (1893–1953), US-amerikanischer Musiker, Songwriter und Entertainer

#### Hammek
- Hammeken, Aage (1934–1986), grönländischer Politiker (Siumut)
- Hammeken, Ane Sofie (1939–2012), grönländische Politikerin (Siumut)
- Hammeken, Kristian (* 1889), grönländischer Kaufmann und Landesrat
- Hammeken, Motzfeldt (1922–2009), grönländischer Pastor, Lehrer und Bibliothekar
- Hammeken, Ole Jørgen (* 1956), grönländischer Abenteurer und Filmschaffender

#### Hammel
- Hammel, Albert (1883–1958), deutscher Maler und Grafiker
- Hammel, Albert F. (1835–1903), dänischer Automobilpionier
- Hammel, Anna (* 1987), österreichisches Model, Miss Austria
- Hammel, Anton (1857–1925), deutscher Lokomotivbauingenieur
- Hammel, Claus (1932–1990), deutscher Dramatiker
- Hammel, Eckhard (* 1956), deutscher Kommunikationswissenschaftler und Online-Publizist
- Hammel, Fritz (* 1958), österreichischer Theater-, Film- und Fernsehschauspieler und Regisseur
- Hammel, Heidi (* 1960), US-amerikanische Planetologin
- Hammel, Heiko (* 1988), deutscher Autorennfahrer
- Hammel, Henrik (* 1969), dänischer Radrennfahrer
- Hammel, Jason (* 1982), US-amerikanischer Baseballspieler
- Hammel, Leon (* 1996), deutscher Fußballspieler
- Hammel, Pavol (* 1948), slowakischer Komponist, Sänger, Musiker und Produzent
- Hammel, Rudolf (1862–1937), österreichischer Architekt
- Hammel, Stefan (* 1967), deutscher Theologe, Hypnotherapeut und Systemtherapeut
- Hammel, Timo (* 1987), deutscher Fußballtorwart
- Hammel, Walter (* 1930), deutscher Fußballspieler
- Hammel-Kiesow, Rolf (1949–2021), deutscher Historiker
- Hammell, Steven (* 1982), schottischer Fußballspieler
- Hammelmann, Maik (* 1981), deutscher Handballtorwart, -trainer und -manager
- Hammelmann, Winfried (* 1959), deutscher Filmschauspieler, Hörfunkredakteur, Fernsehmoderator und SchriftstellerWinfried Hammelmann (* 1959)

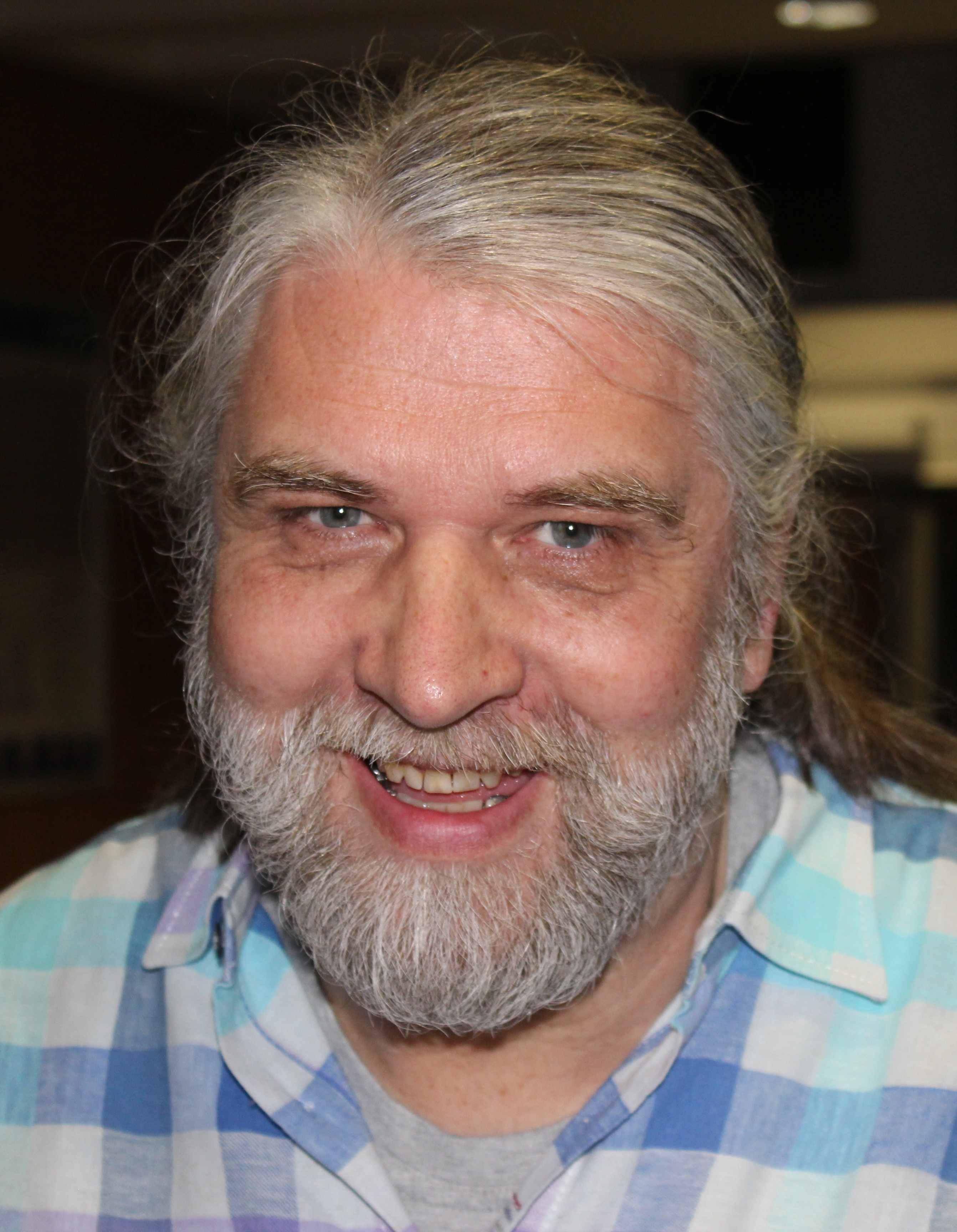
Winfried Hammelmann (* 1959)

- Hammelmüller, Eva Maria (* 2000), österreichische Sportkletterin
- Hammelrath, Gabriele (* 1953), deutsche Pädagogin und Politikerin (SPD), MdL
- Hammelrath, Helene (* 1950), deutsche Politikerin (SPD), MdL
- Hammelrath, Reiner (* 1953), deutscher Pädagoge und ehemaliger Direktor des Landesverbands der Volkshochschulen von NRW
- Hammelrath, Willi (1893–1966), Gründer der Arbeiterhochschule Burg Vondern
- Hammels, Joseph (1868–1944), deutscher katholischer Geistlicher, Weihbischof in Köln
- Hammelsbeck, Oskar (1899–1975), deutscher Pädagoge
- Hammelstein, Britta (* 1981), deutsche Schauspielerin und HörspielsprecherinBritta Hammelstein (* 1981)

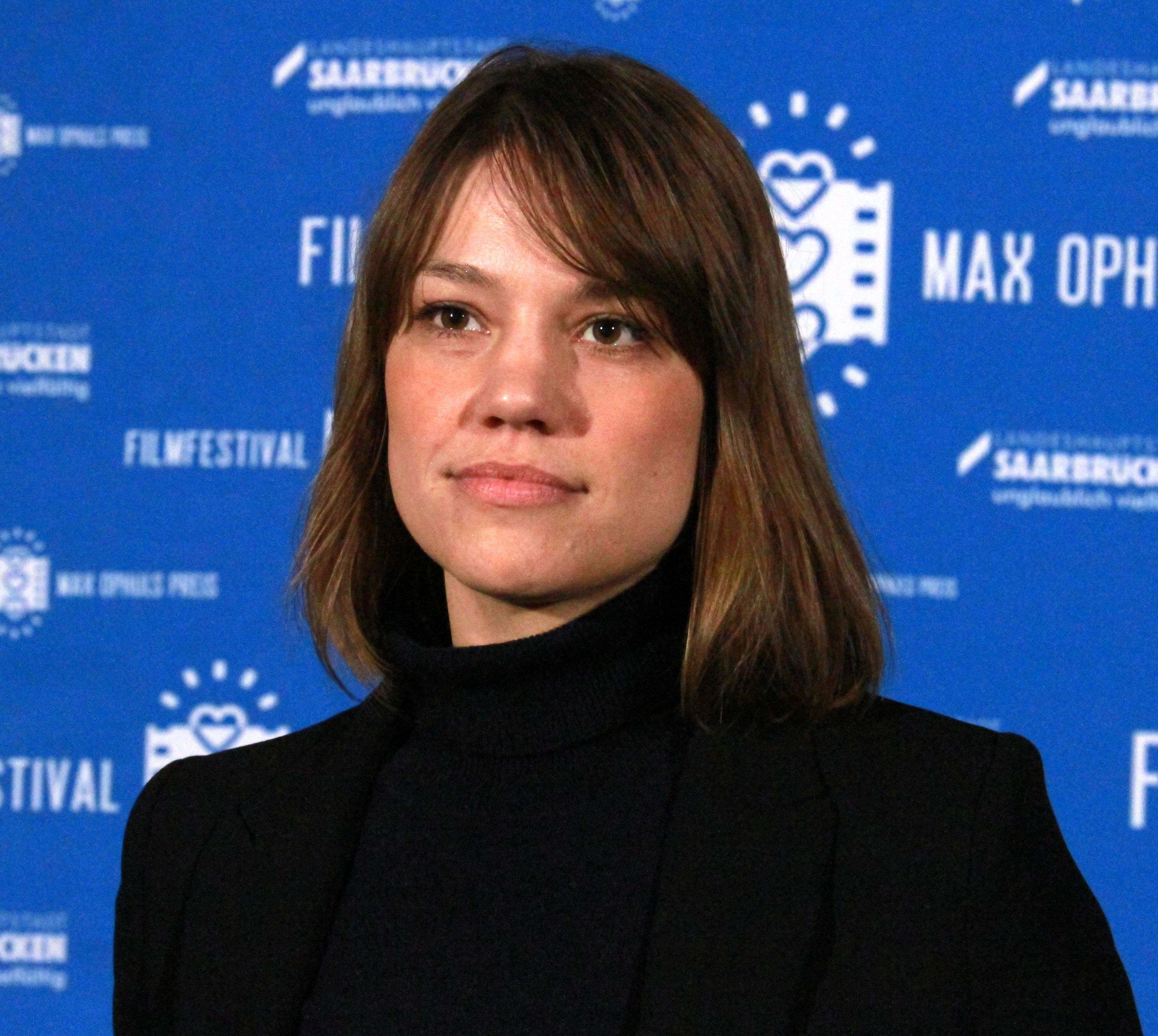
Britta Hammelstein (* 1981)

- Hammelstein, Irmela (1942–1995), deutsche Politikerin (SPD), MdL

#### Hammen
- Hammen, Horst (* 1955), deutscher Rechtswissenschaftler
- Hammen, Wolfgang (1925–2011), deutscher Generalstabsarzt

#### Hammer
- Hammer, Achim (* 1940), deutscher Schauspieler und Werbesprecher
- Hammer, Adam (1818–1878), Militärarzt, Revolutionsteilnehmer
- Hammer, Agnes (* 1970), deutsche Schriftstellerin
- Hammer, Alexandre (* 1996), französischer Badmintonspieler
- Hammer, Alfred, deutscher Bobsportler
- Hammer, Alois (1907–1983), österreichischer Politiker (SPÖ), Vorarlberger Landtagsabgeordneter
- Hammer, Anders Sømme (* 1977), norwegischer Journalist und Dokumentarfilmer
- Hammer, Andreas (* 1973), deutscher Philologe
- Hammer, Andreas (* 1975), deutscher Jurist, Richter am Bundesverwaltungsgericht
- Hammer, Andreas (* 1989), deutscher Schauspieler
- Hammer, Armand (1898–1990), US-amerikanischer Industrieller und Kunstsammler
- Hammer, Armie (* 1986), US-amerikanischer SchauspielerArmie Hammer (* 1986)

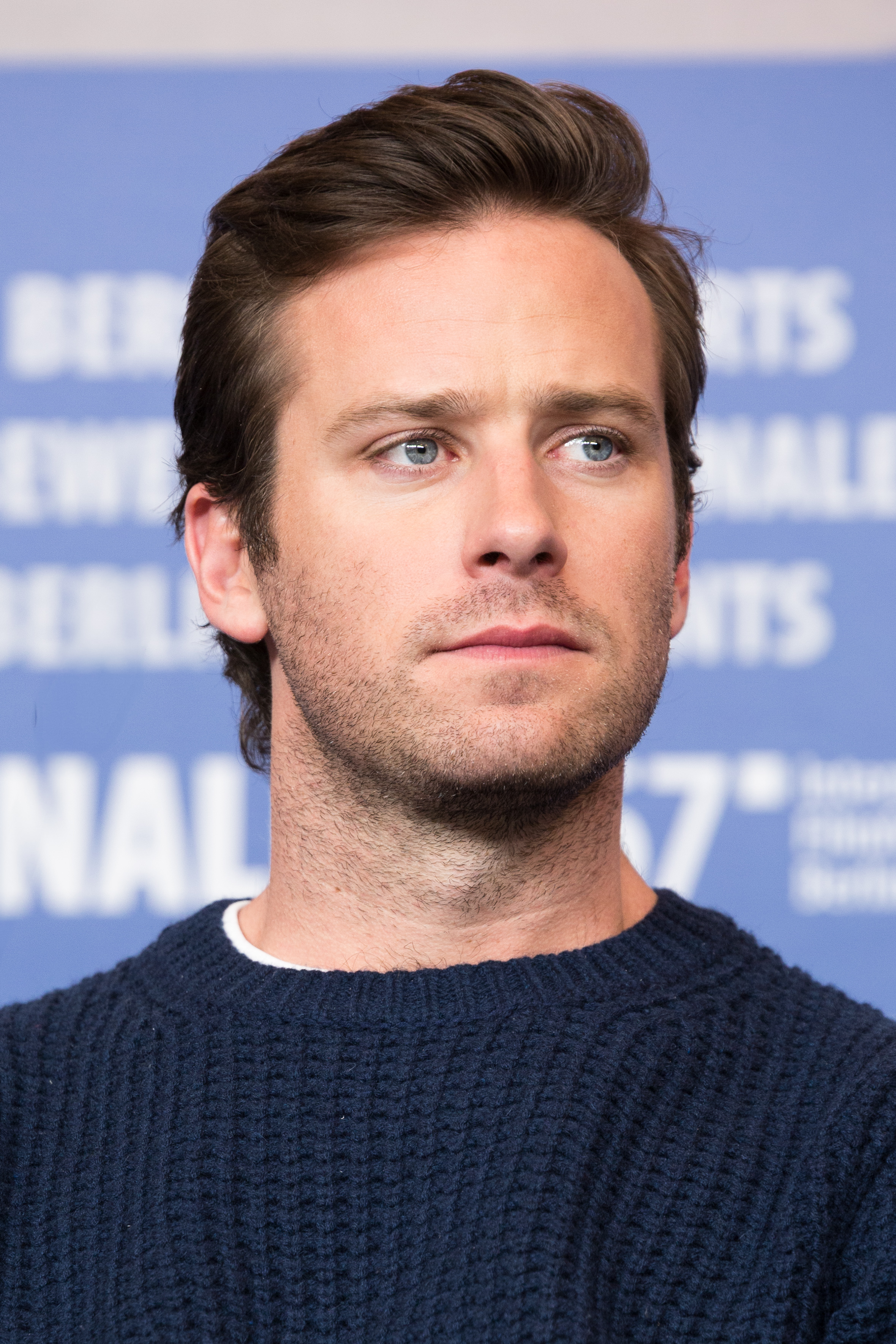
Armie Hammer (* 1986)

- Hammer, Arthur (1884–1942), deutscher KPD-Funktionär und Gewerkschafter (UdHuk)
- Hammer, Atle (1932–2017), norwegischer Jazz-Trompeter
- Hammer, Azela (1872–1951), deutsche Ordensgeistliche
- Hammer, Barbara (1939–2019), US-amerikanische Filmemacherin, Performance- und Medienkünstlerin
- Hammer, Barbara (* 1970), deutsche Informatikerin und Hochschullehrerin
- Hammer, Bernhard (1822–1907), Schweizer Politiker, Rechtsanwalt, Richter, Offizier und Diplomat
- Hammer, Bernhard (* 1961), österreichischer Bühnenbildner
- Hammer, Bettina (* 1971), deutsche Autorin
- Hammer, Birger (1881–1958), norwegischer Pianist und Musikpädagoge
- Hammer, Bob (1930–2021), US-amerikanischer Jazzmusiker (Pianist und Arrangeur)
- Hammer, Caroline (1832–1915), dänische Fotografin
- Hammer, Christian (* 1987), deutsch-rumänischer Boxer
- Hammer, Christian Gottlob (1779–1864), deutscher Landschaftsmaler und Kupferstecher
- Hammer, Christina (* 1990), deutsche Boxerin
- Hammer, Christoph (* 1966), deutscher Dirigent und Musikwissenschaftler
- Hammer, Claus (1940–2015), deutscher Chirurg und Hochschullehrer
- Hammer, Cornelia (* 1979), deutsche Schauspielerin
- Hammer, Detlef (1950–1991), deutscher Kirchenjurist, Konsistorialpräsident, Offizier der Staatssicherheit der DDR
- Hammer, Dominik (* 1981), deutscher Eishockeyspieler
- Hammer, Eduard von (1793–1850), Oberamtsrichter und Landtagsabgeordneter
- Hammer, Elisabeth (* 1954), deutsche Sängerin und Liedermacherin
- Hammer, Erich (1915–2001), deutscher Puppenspieler und Filmregisseur
- Hammer, Ernst (1884–1957), österreichischer Ingenieur und Offizier, zuletzt Generalleutnant im Zweiten Weltkrieg
- Hammer, Ernst (1924–1990), österreichischer Erzähler und Lyriker
- Hammer, Ernst von (1858–1925), deutscher Geodät
- Hammer, Even (1732–1800), norwegischer Wirtschaftswissenschaftler
- Hammer, Felix (* 1957), deutscher Jurist
- Hammer, Florian (* 1982), deutscher Poolbillardspieler
- Hammer, Frank (* 1955), deutscher Autor und Politiker (Die Linke), MdL
- Hammer, Franz (1898–1969), deutscher Mathematiker, Bibliothekar und Wissenschaftshistoriker
- Hammer, Franz (1908–1985), deutscher Schriftsteller, Publizist, Lektor, Literaturkritiker und Kulturfunktionär
- Hammer, Franz Xaver (1741–1817), deutscher Gambist, Cellist und Komponist
- Hammer, Friedrich, deutscher Bildhauer und Steinmetz
- Hammer, Friedrich (1861–1923), deutscher Politiker (DNVP), MdR
- Hammer, Friedrich (1908–1997), deutscher Theologe, Publizist und Heimatforscher
- Hammer, Friedrich (1921–2012), deutscher Fußballspieler
- Hammer, Georg Friedrich (1694–1751), deutscher lutherischer Theologe und Schriftsteller
- Hammer, Gero (* 1933), deutscher Intendant und NDPD-Funktionär, MdV
- Hammer, Grit (* 1966), deutsche Kugelstoßerin und Gewichtheberin
- Hammer, Guido (1821–1898), deutscher Maler und Zeichner
- Hammer, Gustav (1851–1921), deutscher Unternehmer
- Hammer, Gustav (1875–1961), deutscher Maschinenbauingenieur
- Hammer, Hans (1924–2012), deutscher Ingenieur
- Hammer, Hans (1931–2020), deutscher katholischer Geistlicher
- Hammer, Hans-Gerhard (1948–2024), deutscher evangelischer Pfarrer, Komponist und Liedermacher
- Hammer, Heinrich (1873–1953), österreichischer Kunsthistoriker
- Hammer, Heinz (* 1920), deutscher Fußballspieler
- Hammer, Helga (* 1938), deutsche Politikerin (CDU), MdL
- Hammer, Jaime (* 1982), US-amerikanisches Fotomodell
- Hammer, Jan (* 1948), tschechisch-amerikanischer Jazz-Pianist und -Keyboarder
- Hammer, Jay (* 1945), US-amerikanischer Schauspieler
- Hammer, Joachim Gunter (* 1950), österreichischer Lyriker
- Hammer, Jon Ludvig (* 1990), norwegischer Schachgroßmeister
- Hammer, Jörg (1958–2019), deutscher Geologe und Hochschullehrer
- Hammer, Julius (1810–1862), deutscher Schriftsteller und Dichter
- Hammer, Julius Walter (1873–1922), deutscher Maler und Grafiker
- Hammer, Karin (* 1977), österreichische Filmeditorin
- Hammer, Karl (1845–1897), deutscher Architekt, Kunstgewerbler und Maler
- Hammer, Karl (1908–1999), deutscher Physiker
- Hammer, Karl (1936–2010), evangelischer Theologe
- Hammer, Klaus (* 1934), deutscher Germanist und Hochschullehrer
- Hammer, Klaus (* 1942), deutscher Politiker (SPD), MdL
- Hammer, Konrad Jule (1926–1991), deutscher Galerist und Autor
- Hammer, Kristian (* 1976), norwegischer Nordisch Kombinierer
- Hammer, Kristina (* 1968), deutsch-schweizerische Unternehmerin und ManagerinKristina Hammer (* 1968)

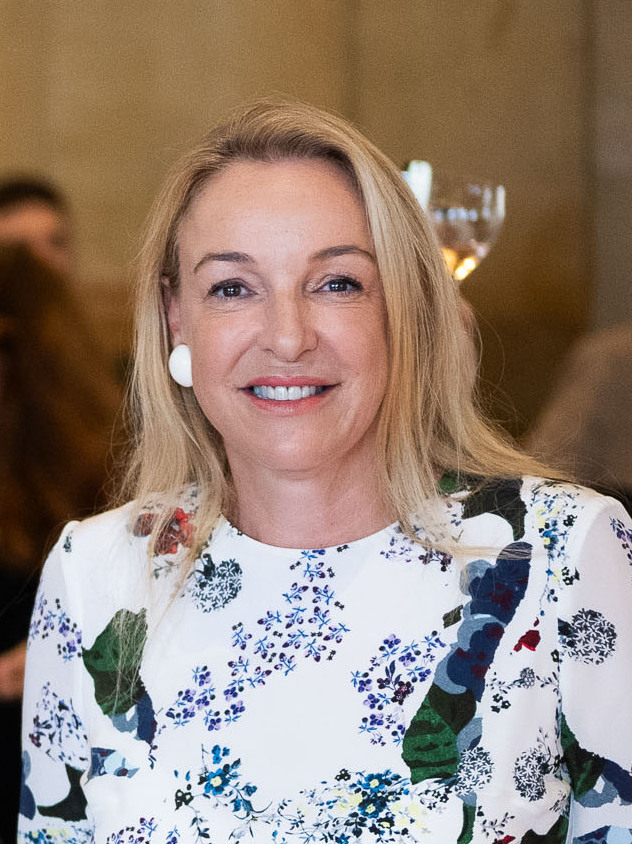
Kristina Hammer (* 1968)

- Hammer, Kristine (* 1937), deutsche Textilgestalterin
- Hammer, Lambert (1763–1831), preußischer Landrat
- Hammer, Lisa (* 1967), US-amerikanische Filmemacherin und Musikerin
- Hammer, Lothar (1928–2007), deutscher Hochschullehrer für Kunstmethodik, Maler und Grafiker
- Hammer, Lukas (* 1983), österreichischer Politikwissenschaftler, Umweltaktivist und Politiker (Grüne), Abgeordneter zum Nationalrat
- Hammer, Marie (1907–2002), dänische Zoologin und Entomologin
- Hammer, Markus (1834–1901), preußischer Landrat
- Hammer, Markus (* 1977), deutscher Schauspieler und Musiker
- Hammer, Martin (* 1985), norwegischer Skilangläufer
- Hammer, Max (1884–1973), Maler, Restaurator und Autor
- Hammer, Max (1886–1970), deutscher Politiker (SPD)
- Hammer, MC (* 1962), US-amerikanischer RapperMC Hammer (* 1962)

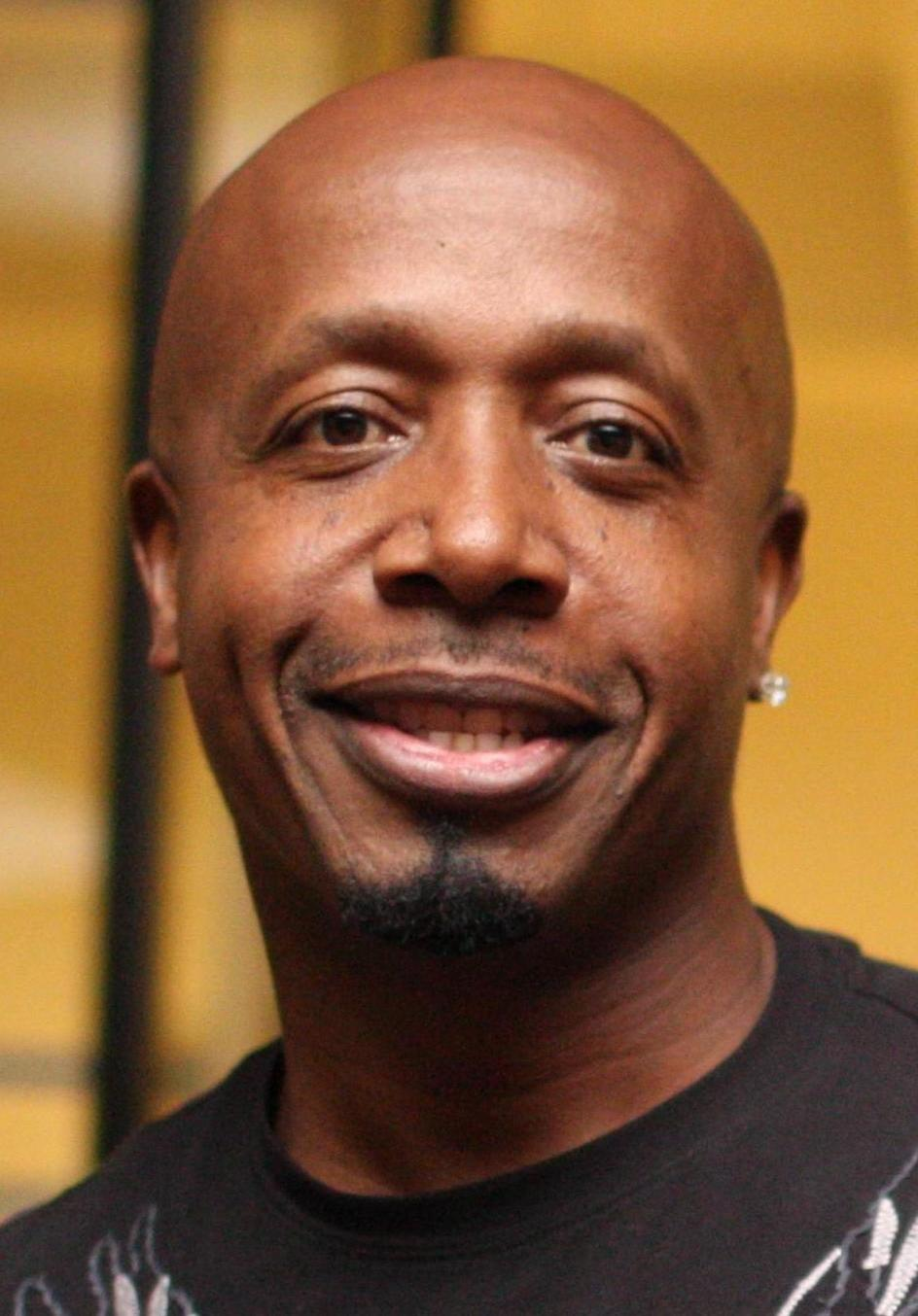
MC Hammer (* 1962)

- Hammer, Michael (1948–2008), US-amerikanischer Wirtschaftswissenschaftler
- Hammer, Michael (* 1977), österreichischer Landesbeamter und Politiker (ÖVP), Abgeordneter zum Nationalrat, Mitglied des Bundesrates
- Hammer, Michael (* 1982), Schweizer Musiker und Komponist
- Hammer, Michael A. (* 1963), US-amerikanischer Diplomat
- Hammer, Michel (* 1939), Historiker
- Hammer, Otto Christian (1822–1892), dänischer Marine-Befehlshaber
- Hammer, Paul (1881–1942), Präsident der bayerischen Staatsbank
- Hammer, Paul (1900–1978), luxemburgischer Sprinter und Weitspringer
- Hammer, Paul E. J. (* 1964), neuseeländischer Historiker
- Hammer, Paule (* 1975), deutscher Maler
- Hammer, Peter (1936–2006), rumänisch-US-amerikanischer Mathematiker
- Hammer, Philipp (1837–1901), deutscher Priester, Volksredner und Autor
- Hammer, Rev (* 1965), englischer Folk-Sänger
- Hammer, Richard (1897–1969), deutscher Politiker (FDP), MdL
- Hammer, Roland (* 1952), deutscher Fußballspieler
- Hammer, Rørd Regnar Johannes (1855–1930), dänischer Seeoffizier
- Hammer, Rudolf (1830–1915), deutscher Jurist und Politiker (NLP), MdR, Oberbürgermeister von Brandenburg an der Havel
- Hammer, Rudolph (1862–1926), sächsischer Generalleutnant im Ersten Weltkrieg
- Hammer, Sarah (* 1983), US-amerikanische Radrennfahrerin
- Hammer, Sebulon (1936–1998), israelischer Politiker und Minister
- Hammer, Stefan (* 1957), österreichischer Rechtswissenschaftler, Hochschullehrer und eine Persönlichkeit des christlich-muslimischen Dialogs
- Hammer, Steffen, deutscher Jurist, politischer Aktivist, Neonazi und Musiker aus dem Umfeld des NSU
- Hammer, Sven (* 1969), deutscher Tierarzt, Artenschützer und Direktor des Tierparks Görlitz
- Hammer, Tardo (* 1958), US-amerikanischer Jazzmusiker
- Hammer, Thomas (* 1969), deutscher Wirtschaftsjournalist und Sachbuchautor
- Hammer, Uwe (* 1943), deutscher Sportfunktionär
- Hammer, Veronika (* 1961), deutsche Sozialwissenschaftlerin
- Hammer, Viktor (1882–1967), österreichischer Schriftdesigner, Maler, Bildhauer und Grafiker
- Hammer, Viktor (1913–1986), österreichischer Bildhauer
- Hammer, Viola (* 1985), österreichische Jazzmusikerin (Piano, Komposition)
- Hammer, Walter (1893–1949), Schweizer Unternehmer
- Hammer, Walter (1907–2003), deutscher SS-Obersturmbannführer und Regierungsrat
- Hammer, Walter (1924–2000), deutscher Jurist
- Hammer, Wilhelm (1875–1942), österreichischer Geologe
- Hammer, Wilhelm Hermann (1831–1890), sächsischer Generalleutnant
- Hammer, William C. (1865–1930), US-amerikanischer Jurist und Politiker
- Hammer, William Joseph (1858–1934), US-amerikanischer Ingenieur
- Hammer, Wolfgang (* 1941), deutscher Fußballspieler
- Hammer, Wolfgang (* 1946), deutscher Pädagoge und Autor
- Hammer-Hansen, Lennart (* 1972), dänischer Jockey und Trainer
- Hammer-Hansen, Thore (* 1999), dänischer Jockey
- Hammer-Jensen, Ingeborg (1880–1955), dänische Klassische Philologin
- Hammer-Purgstall, Joseph von (1774–1856), österreichischer Diplomat und OrientalistJoseph von Hammer-Purgstall (1774–1856)

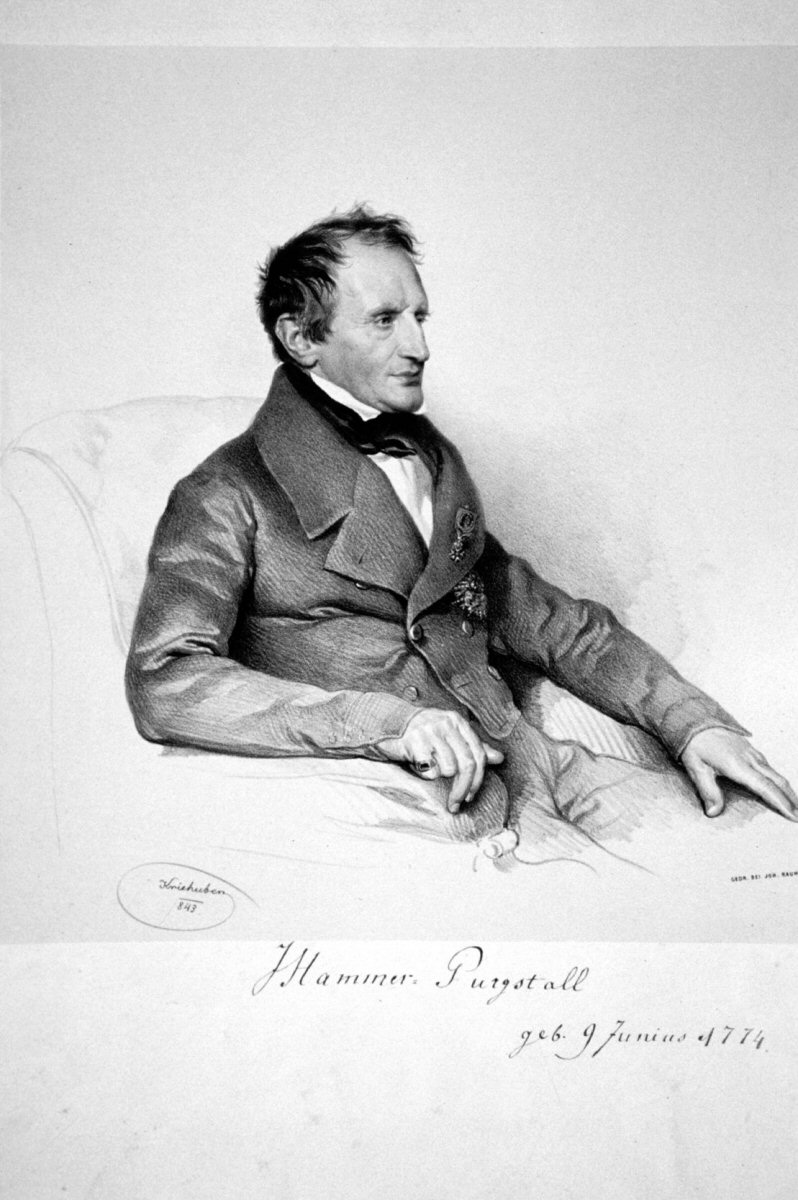
Joseph von Hammer-Purgstall (1774–1856)

- Hammer-Purgstall, Karl von (1817–1879), österreichischer Politiker
- Hammer-Schenk, Harold (* 1944), deutscher Kunsthistoriker
- Hammer-Tugendhat, Daniela (* 1946), österreichische Kunsthistorikerin und Hochschullehrerin

##### Hammera
- Hammeran, Johann Friedrich (1805–1876), deutscher Schlossermeister, Frankfurter Politiker
- Hammeras, Ralph (1894–1970), US-amerikanischer Filmtechniker, Kameramann und Szenenbildner

##### Hammerb
- Hammerbacher, Anton (1871–1956), deutscher Genossenschafter, Gewerkschafter und Politiker (SPD) und Oberbürgermeister der Stadt Erlangen (1945–1946)
- Hammerbacher, Hans Leonhard (1893–1964), deutscher Manager, Präsident des DIHK
- Hammerbacher, Herta (1900–1985), deutsche Landschaftsarchitektin
- Hammerbacher, Ruth (* 1953), deutsche Politikerin (Die Grünen)
- Hammerbeck, Carl Gotthard (1800–1870), deutschbaltischer Geistlicher
- Hammerborg, Jo (1920–1982), dänischer Industriedesigner

##### Hammerd
- Hammerdörfer, Karl (1758–1794), deutscher Schriftsteller und Übersetzer
- Hammerdörffer, Gabriel (1612–1683), deutscher Zinnverleger und Kommunalpolitiker

##### Hammere
- Hammerer, Eva (* 1975), österreichische Politikerin (GRÜNE)
- Hammerer, Hans (* 1948), österreichischer Unternehmer, Musiker, Erwachsenenbildner und Autor
- Hammerer, Hubert (1925–2017), österreichischer Schießsportler, Olympiasieger 1960 in Rom
- Hammerer, Markus (* 1989), österreichischer Fußballspieler
- Hammerer, Peter, deutscher Chirurg und Urologe
- Hammerer, Resi (1925–2010), österreichische SkirennläuferinResi Hammerer (1925–2010)

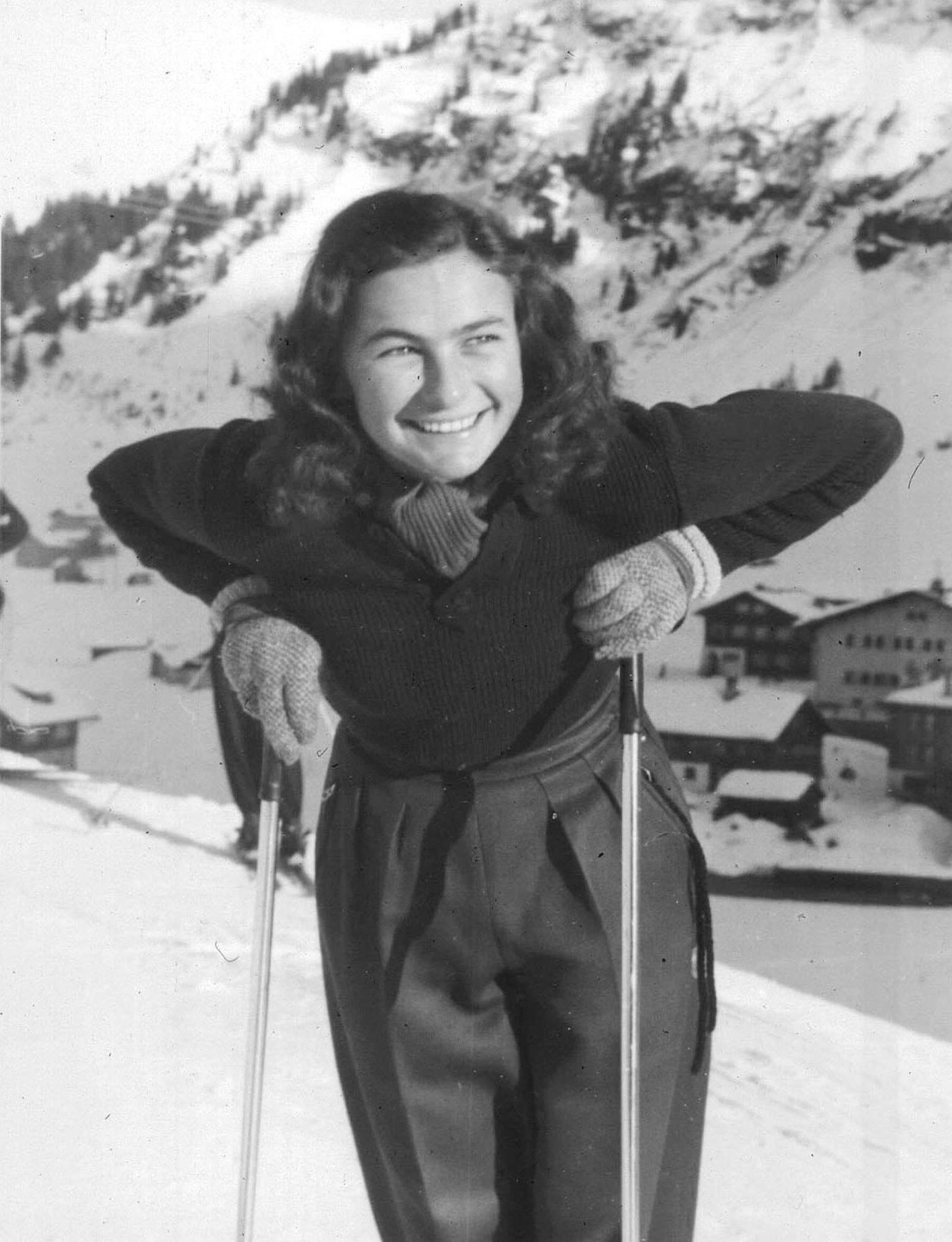
Resi Hammerer (1925–2010)

##### Hammerg
- Hammergaard Hansen, Anni, dänische Badmintonspielerin
- Hammergaard Hansen, Jørgen (1930–2013), dänischer Badmintonspieler
- Hammergren, John (* 1959), US-amerikanischer Manager
- Hammergren, Mark (* 1964), US-amerikanischer Astronom

##### Hammeri
- Hammerich, Borghild (1901–1978), norwegische Philanthropin und Aktivistin
- Hammerich, Gottfried († 1710), Abt des Klosters Oberzell
- Hammerich, Helmut R. (* 1965), deutscher Militärhistoriker und Oberstleutnant
- Hammerich, Holger (* 1940), deutscher evangelischer Kirchenhistoriker
- Hammerich, Kurt (1940–2017), deutscher Soziologe und Hochschullehrer
- Hammerich, Louis (1892–1975), dänischer Germanist
- Hammerich, Martin (1811–1881), dänischer Lehrer und Verfasser
- Hammerich, Paul (1927–1992), dänischer Journalist und Schriftsteller

##### Hammerl
- Hammerl, Christa (* 1957), österreichische Historikerin und Geographin
- Hammerl, Clara (1858–1931), deutsch-spanische (Reform-)Pädagogin in Pollença (Mallorca) und erste weibliche Leitung eines Kreditinstituts in Spanien
- Hammerl, Elfriede (* 1945), österreichische Journalistin und SchriftstellerinElfriede Hammerl (* 1945)

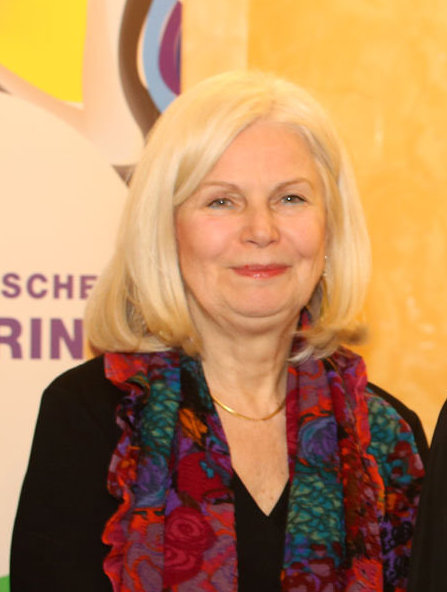
Elfriede Hammerl (* 1945)

- Hammerl, Franz (1919–2001), deutscher Fußballspieler
- Hammerl, Franz Josef (1896–1948), deutscher Historiker
- Hammerl, Georg (1923–2018), österreichischer Beamter, Gewerkschafter und Politiker (SPÖ), Landtagsabgeordneter der Steiermark
- Hammerl, Gregor (1942–2023), österreichischer Politiker (ÖVP), Mitglied des Bundesrates
- Hammerl, Hermann (1853–1933), österreichischer Physiker
- Hammerl, Hubert (* 1971), österreichischer Triathlet
- Hammerl, Jessica (* 1988), deutsche Eishockeyspielerin
- Hämmerl, Johann Georg (1770–1838), deutscher Maler
- Hammerl, Josef (* 1932), österreichischer Radrennfahrer
- Hammerl, László (1942–2024), ungarischer Sportschütze
- Hammerl, Marianne (1959–2008), deutsche Psychologin
- Hammerl, Walter (1952–1981), österreichischer Musiker
- Hammerla, Franz (1902–1974), deutscher Klarinettist
- Hämmerle, Adolf (1881–1971), österreichischer Politiker (CS), Landtagsabgeordneter
- Hämmerle, Alessandro (* 1993), österreichischer Snowboarder
- Hämmerle, Alma (1924–2016), deutsche Lokalpolitikerin (CDU) und Gründerin des Kreisseniorenrats Tübingen
- Hämmerle, Andrea (* 1946), Schweizer Politiker (SP)
- Hämmerle, Christian (1843–1916), deutscher Architekt und kommunaler Baubeamter
- Hämmerle, Cliff (* 1969), deutscher KochCliff Hämmerle (* 1969)

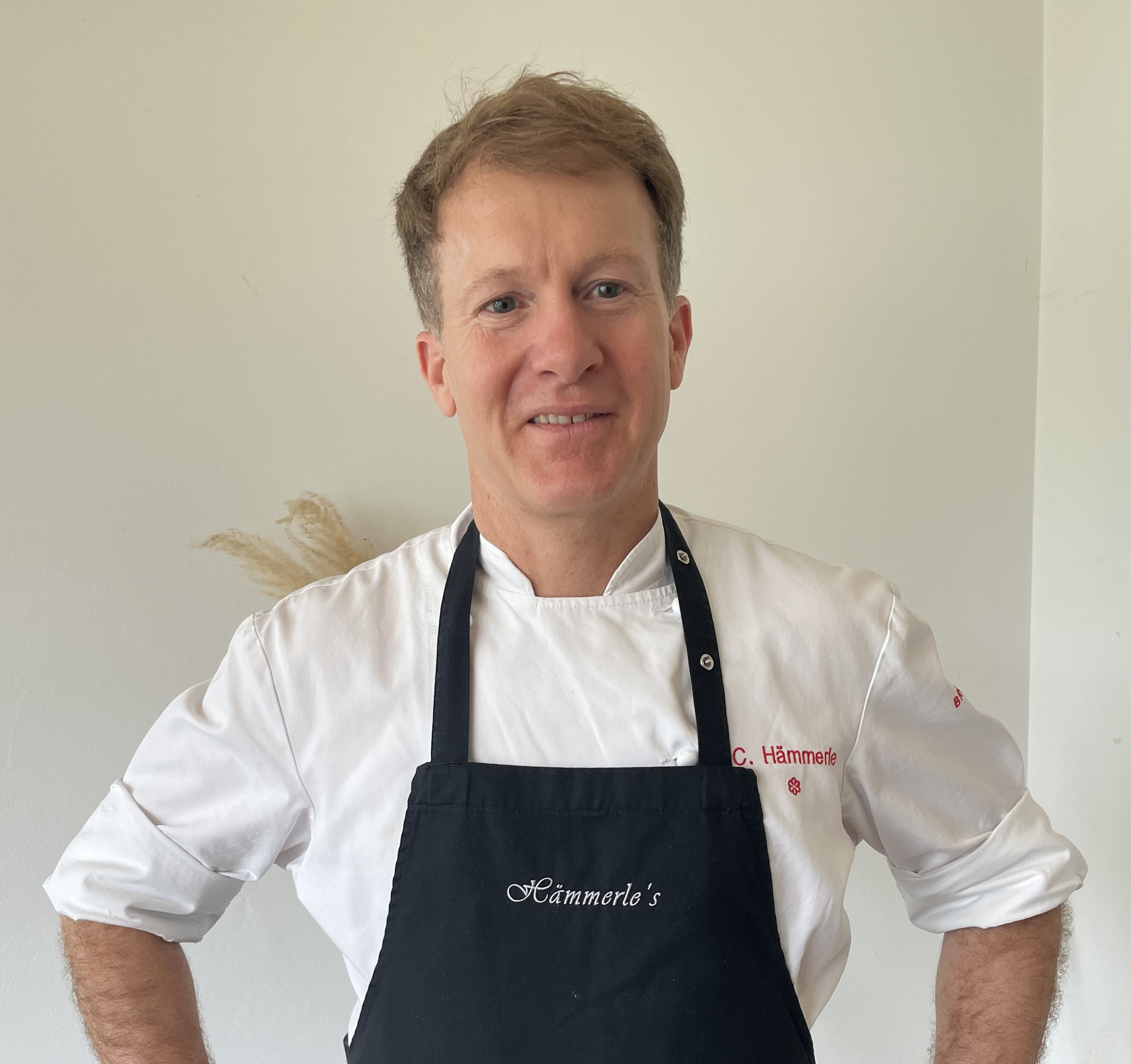
Cliff Hämmerle (* 1969)

- Hämmerle, Elisa (* 1995), österreichische Kunstturnerin
- Hämmerle, Frank (* 1952), deutscher Kommunalpolitiker (CDU)
- Hämmerle, Franz Martin (1815–1878), österreichischer Textilunternehmer
- Hämmerle, Gerlinde (* 1940), deutsche Politikerin (SPD), MdB
- Hämmerle, Guntram (1821–1875), österreichischer Beamter und Politiker, Landtagsabgeordneter
- Hämmerle, Hermann (1897–1981), österreichischer Richter und Hochschullehrer
- Hammerle, Hermann (* 1909), deutscher Jurist
- Hämmerle, Hubert (* 1961), österreichischer Gewerkschaftsfunktionär
- Hämmerle, Jonas (* 1998), deutscher Schauspieler
- Hämmerle, Josef (1886–1939), österreichischer Stickereiunternehmer und Politiker (CSP), Landtagsabgeordneter zum Vorarlberger Landtag
- Hämmerle, Luca (* 1996), österreichischer Snowboarder
- Hämmerle, Mario (* 1966), österreichischer Antiquitätenhändler und Sachverständiger
- Hämmerle, Martin (1874–1946), österreichischer Textilindustrieller
- Hammerle, Maximilian (* 1993), österreichischer Triathlet
- Hämmerle, Meinrad (1901–1973), österreichischer Politiker (NSDAP), Landtagsabgeordneter in Vorarlberg
- Hämmerle, Michael (* 1991), österreichischer Snowboarder
- Hämmerle, Otto (1846–1916), österreichischer Textilunternehmer
- Hämmerle, Rudolf (1904–1984), österreichischer Textilingenieur, Industrieller und Politiker (ÖVP), Abgeordneter zum Nationalrat
- Hämmerle, Theodor (1859–1930), österreichischer Textilunternehmer, Mäzen und Sammler
- Hämmerle, Toni (1914–1968), deutscher KomponistToni Hämmerle (1914–1968)

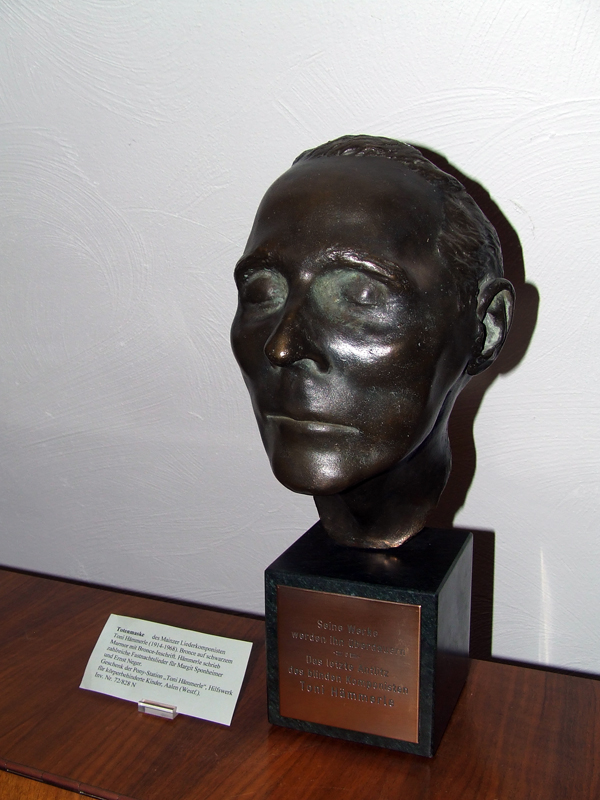
Toni Hämmerle (1914–1968)

- Hämmerle, Walter (* 1971), österreichischer Journalist
- Hammerle-Bortolotti, Martino (* 1969), österreichischer Opern- und Konzertsänger, Arrangeur, Musikforscher und Übersetzer
- Hämmerle-Planta, Isa (1922–2012), schweizerische Kämpferin für die Frauenrechte im Kanton Graubünden
- Hämmerli, Bernhard M. (* 1958), Schweizer Informatiker und Hochschullehrer
- Hämmerli, Fredy (* 1952), Schweizer Journalist und Buchautor
- Hämmerli, Hämi (* 1953), Schweizer Jazzbassist
- Hämmerli, Marco (* 1985), Schweizer Fußballspieler
- Hämmerli, Maria (* 1986), schweizerisch-russische Ingenieurin
- Hämmerli, Samuel († 1820), Schweizer Ebenist
- Hämmerlin, Günther (1928–1997), deutscher Mathematiker
- Hämmerling, Claudia (* 1954), deutsche Politikerin (Bündnis 90/Die Grünen), MdA
- Hämmerling, Frieda (* 1997), deutsche Ruderin
- Hämmerling, Gerhard (1926–2006), deutscher Musikverleger und -produzent, Manager und Liedermacher
- Hämmerling, Gisela (* 1969), Schweizer Judoka
- Hämmerling, Joachim (1901–1980), deutscher Botaniker
- Hammerlund, Sindre Sætre (* 1992), norwegischer Skilangläufer

##### Hammerm
- Hammermann, Anna (1907–1994), österreichische Ärztin und Widerstandskämpferin
- Hammermann, Bernd (* 1964), liechtensteinischer Jurist und EFTA-Richter
- Hammermann, Gabriele (* 1962), deutsche Historikerin
- Hammermayer, Ludwig (1928–2022), deutscher Historiker
- Hammermeister, Heinrich (1799–1860), deutscher Opernsänger (Bariton)
- Hammermeister, Kai (* 1967), deutscher Philosoph und Literaturwissenschaftler
- Hammermüller, Martin (1883–1974), deutscher Heimatforscher
- Hammermüller, Roland (1927–2019), deutscher Politiker und Parteifunktionär
- Hammermüller, Steffen (* 1966), deutscher Fußballspieler

##### Hammern
- Hammernes, Odd (* 1948), norwegischer Skispringer

##### Hammers
- Hammers, Alwin (* 1942), deutscher Pastoralpsychologe, Hochschullehrer
- Hammers, Christian (* 1992), deutscher Bobsportler und Leichtathlet
- Hammers, Hubert (1925–2012), deutscher Politiker (SPD)
- Hammers, Ludwig (1822–1902), deutscher Kommunalpolitiker
- Hammers, Michael (* 1965), deutscher Künstler und Designer
- Hammerschlag, Arnold (* 1970), US-amerikanischer Jazzmusiker (Trompete)
- Hammerschlag, Frank (* 1960), deutscher Fußballspieler
- Hammerschlag, Peter (1902–1942), österreichischer Dichter, Schriftsteller, Kabarettist und Graphiker
- Hammerschlag, Peter Joseph (1817–1888), Kaufmann und nassauischer Politiker
- Hammerschlag, Victor (1870–1943), österreichischer Freimaurer und Arzt
- Hammerschmid, Anton (1851–1933), deutscher Franziskaner und Botaniker
- Hammerschmid, Barbara, deutsche Squashspielerin
- Hammerschmid, Hans (1930–2024), österreichischer Komponist
- Hammerschmid, Josef (1880–1945), österreichischer Politiker (SdP), Abgeordneter zum Nationalrat
- Hammerschmid, Michael (* 1972), österreichischer Schriftsteller und Dichter
- Hammerschmid, Sonja (* 1968), österreichische Molekularbiologin, ehemalige Rektorin der Veterinärmedizinischen Universität Wien, Politikerin (SPÖ)
- Hammerschmidt, Abraham (1858–1934), deutscher Rechtsanwalt, Notar und Politiker
- Hammerschmidt, Andreas († 1675), böhmischer Komponist und OrganistAndreas Hammerschmidt († 1675)

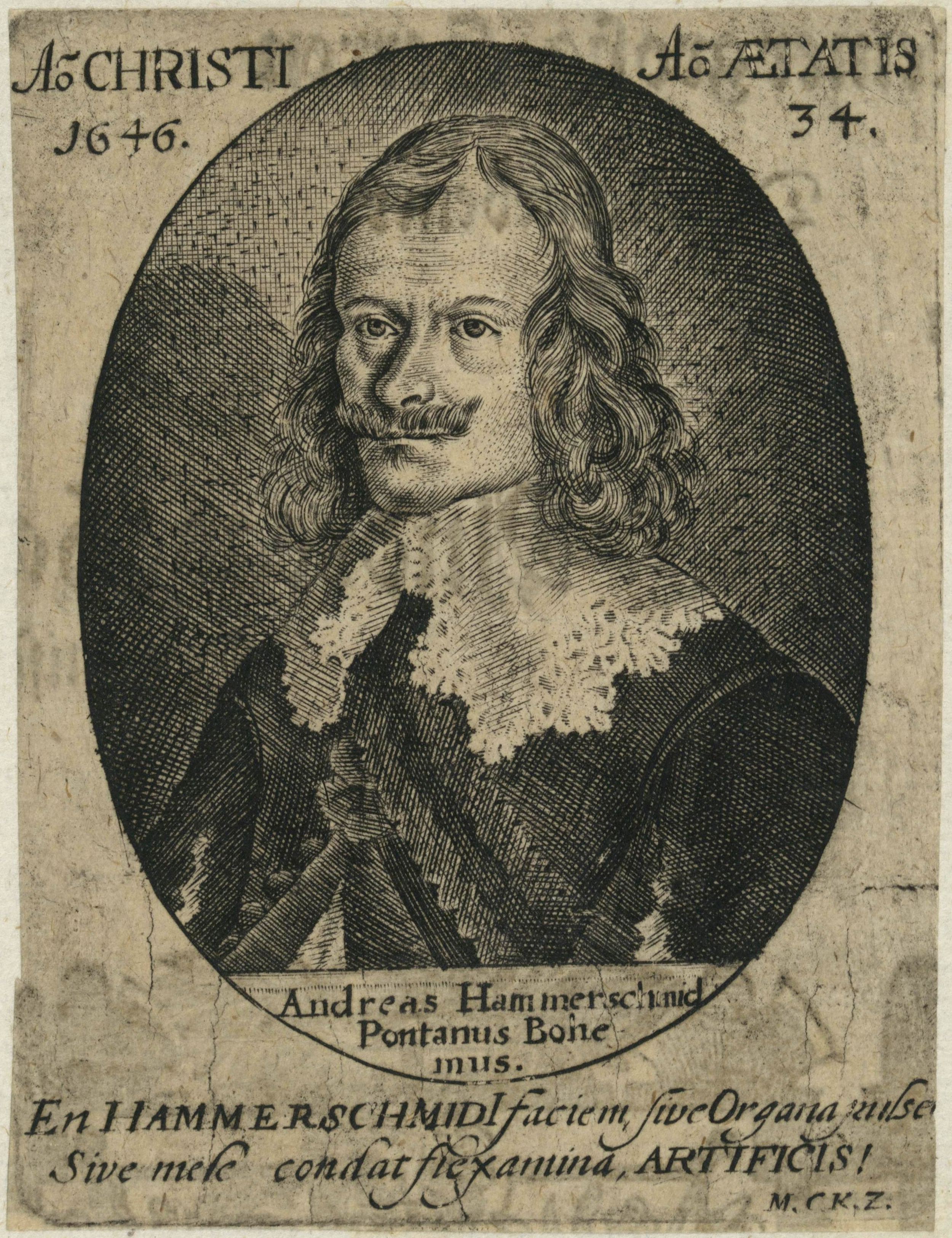
Andreas Hammerschmidt († 1675)

- Hammerschmidt, Ernst (1928–1993), Theologe, Orientalist und Äthiopist
- Hammerschmidt, Günter (1932–2023), deutscher Heimatforscher
- Hammerschmidt, Helmut (1920–1998), deutscher Journalist, Intendant des WDR
- Hammerschmidt, Hermann (1887–1944), deutscher Rechtsanwalt und Notar
- Hammerschmidt, Hubert (1914–1994), österreichischer Wintersportler
- Hammerschmidt, John Paul (1922–2015), US-amerikanischer Politiker
- Hammerschmidt, Joseph (1873–1926), deutscher Bildhauer
- Hammerschmidt, Jupp (* 1947), deutscher Kabarettist
- Hammerschmidt, Karl (1862–1932), Gymnasialdirektor und Politiker
- Hammerschmidt, Karl Eduard (1801–1874), österreichischer Mineraloge
- Hammerschmidt, Katharina (1943–1975), deutsche Terroristin der Roten Armee Fraktion
- Hammerschmidt, Maik (* 1973), deutscher Wirtschaftswissenschaftler und Hochschullehrer
- Hammerschmidt, Maren (* 1989), deutsche BiathletinMaren Hammerschmidt (* 1989)

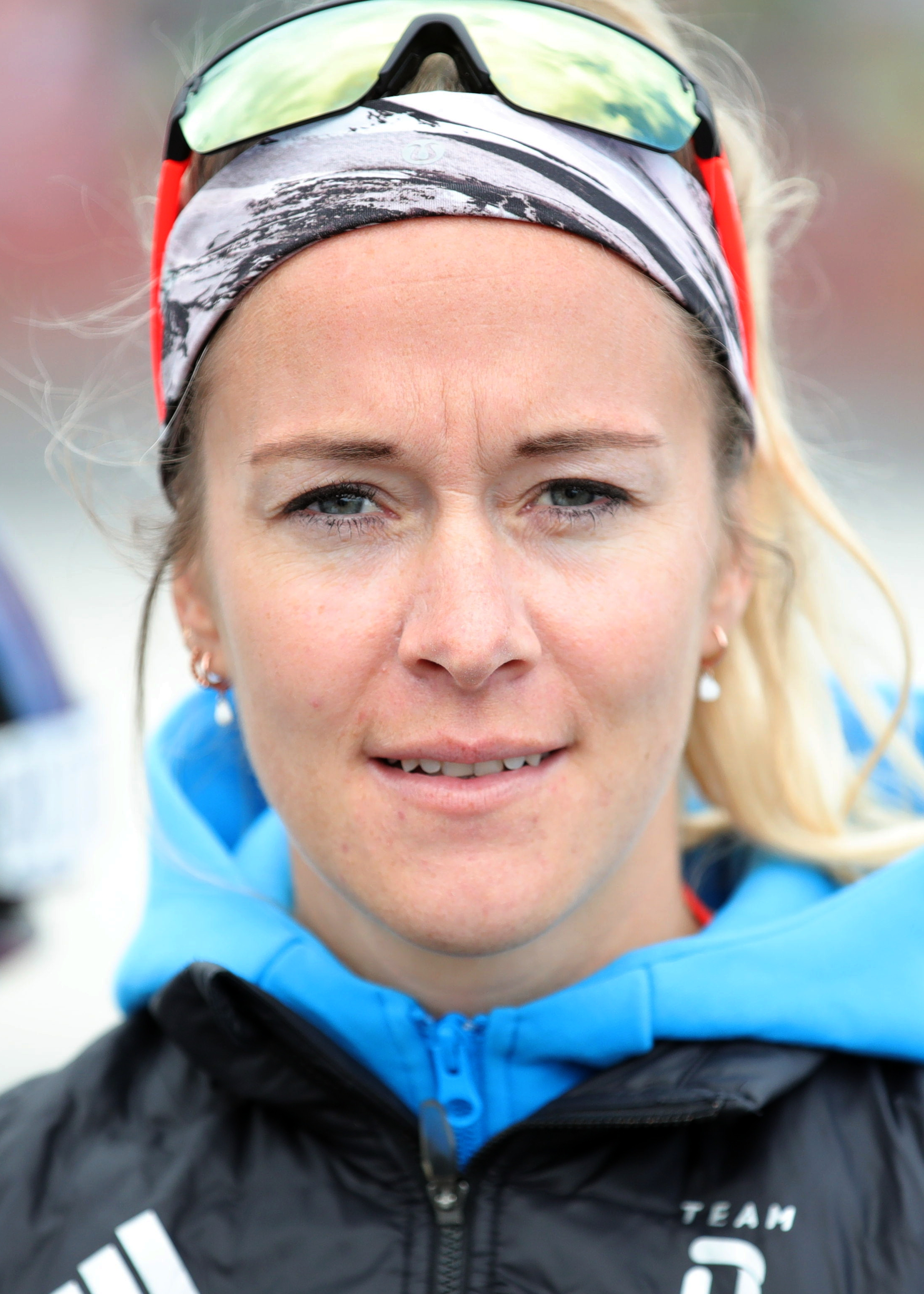
Maren Hammerschmidt (* 1989)

- Hammerschmidt, Norbert (* 1944), deutscher Schlagertexter
- Hammerschmidt, Rolf, deutscher Filmregisseur und Filmproduzent von Pornofilmen
- Hammerschmidt, Rudolf (1853–1922), Textil-Unternehmer und Kunstsammler
- Hammerschmidt, Volkmar (1934–2001), deutscher Maler und Grafiker
- Hammerschmidt, Wilhelm (1822–1887), deutscher Fotograf
- Hammerschmidt, Wilhelm (1859–1924), deutscher Verwaltungsjurist und preußischer Politiker
- Hammerschmidt, Wolfgang (1925–1999), deutscher Dramaturg
- Hammerschmidt-Hummel, Hildegard (1944–2024), deutsche Anglistin und Literaturwissenschaftlerin
- Hammerschmied, Helga (* 1949), österreichische Politikerin (SPÖ), Abgeordnete zum Salzburger Landtag und Bürgermeisterin
- Hammerschmied, Johann II. († 1583), österreichischer Zisterzienser
- Hammerschmied, Roland (* 1967), deutscher Musiker
- Hammerschmitt, Marcus (* 1967), deutscher Journalist und Schriftsteller
- Hammersen, Hans Hermann (1945–2021), deutscher lutherischer Geistlicher und Superintendent
- Hammersen, Walter (1911–1990), deutscher Jurist und Politiker (NSDAP, FDP), MdB
- Hammerseng-Edin, Anja (* 1983), norwegische Handballspielerin
- Hammerseng-Edin, Gro (* 1980), norwegische Handballspielerin und trainerin
- Hammershaimb, Gunnar (1862–1947), färöischer Schiffbauingenieur
- Hammershaimb, Jørgen Frantz (1767–1820), Løgmaður der Färöer (1805–1816)
- Hammershaimb, V. U. (1819–1909), färöischer Pfarrer und Philologe, Begründer der neufäröischen Schriftsprache
- Hammershøi, Vilhelm (1864–1916), dänischer MalerVilhelm Hammershøi (1864–1916)

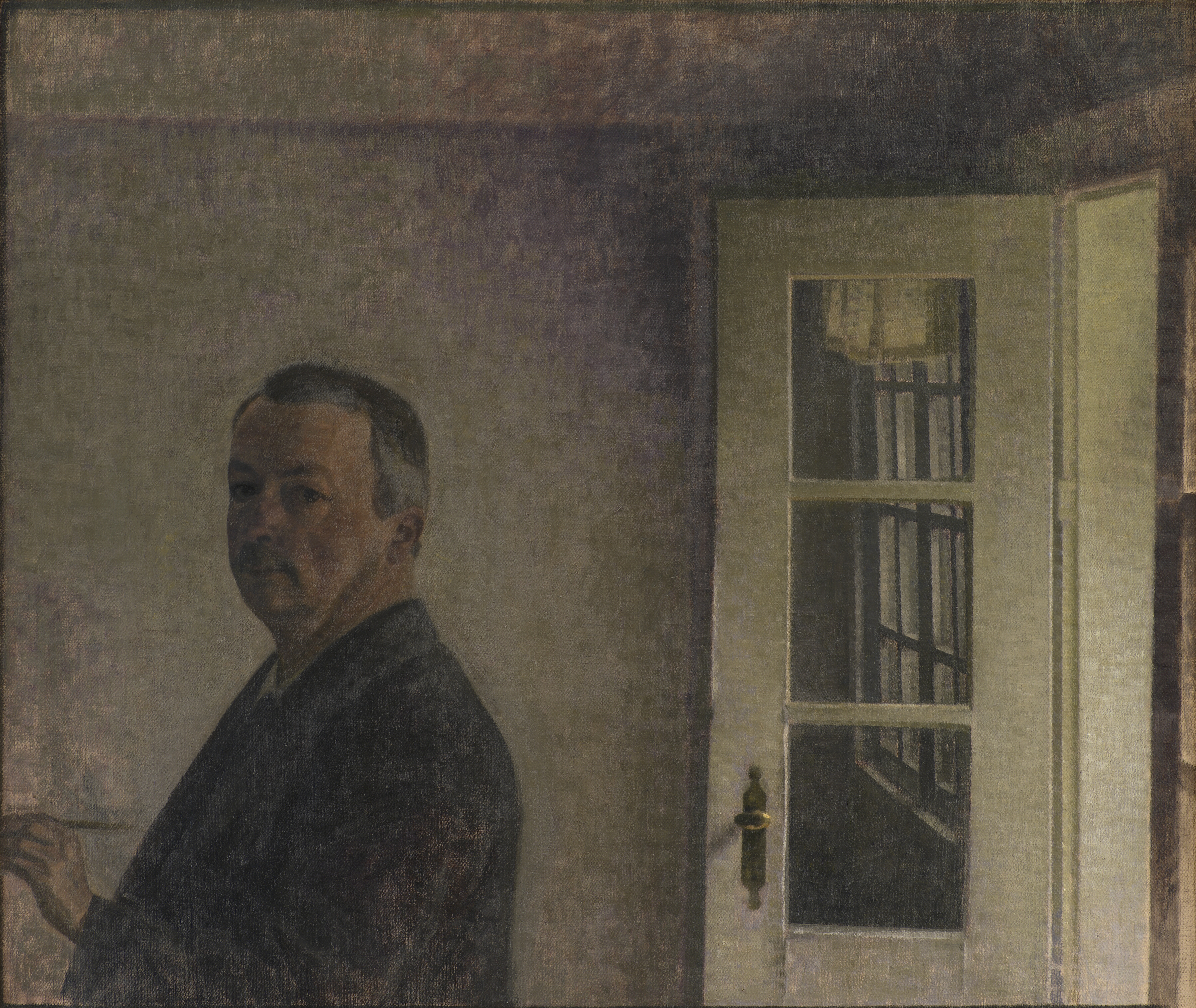
Vilhelm Hammershøi (1864–1916)

- Hammersley, Arturo (1922–2014), chilenischer Skirennläufer
- Hammersley, Ben (* 1976), britischer Internettechnologe, Stratege und Journalist
- Hammersley, Jill (* 1951), englische Tischtennisspielerin
- Hammersley, John (1920–2004), britischer Mathematiker
- Hammersley, Rodolfo (* 1889), chilenischer Leichtathlet
- Hammerstad, Elisabeth (* 1993), norwegische Handballspielerin
- Hammerstaedt, Jürgen (* 1960), deutscher Klassischer Philologe und Papyrologe
- Hammerstein Mintz, David (* 1955), spanischer Politiker (Los Verdes), MdEP
- Hammerstein, Adolf (1888–1941), deutscher Mathematiker
- Hammerstein, Adrian von (* 1953), deutscher Manager
- Hammerstein, Börries von (1781–1844), Mitglied der Reichsstände im Königreich Westphalen
- Hammerstein, Carl-Detlev Freiherr von (* 1938), deutscher Politiker (CDU), MdB
- Hammerstein, Christian von (1769–1850), deutscher Offizier, Landwirt und landwirtschaftlicher Schriftsteller
- Hammerstein, Christian von (1887–1963), deutscher Jurist und Chef der Rechtsabteilung der Luftwaffe (1940–1945)
- Hammerstein, Christian von (1933–2019), deutscher Jurist, Ministerialdirigent
- Hammerstein, Elaine (1897–1948), US-amerikanische Schauspielerin
- Hammerstein, Ernst August von (1839–1902), deutscher Militär und Politiker (DHP), MdR
- Hammerstein, Friedrich Christoph von (1608–1685), schwedischer Generalwachtmeister und braunschweig-lüneburgischer General
- Hammerstein, Gabriele (1923–2018), deutsch-amerikanische Opernsängerin (Sopran)
- Hammerstein, Georg Christoph von (1624–1687), deutscher Verwaltungsjurist und Diplomat, zuletzt Großvogt in Celle
- Hammerstein, Hans Detlef von (1768–1826), Politiker in Oldenburg und Hannover
- Hammerstein, Hans Günther Karl von (1730–1795), kurfürstlich braunschweig-lüneburgischer Generalleutnant und Chef des 2. Kavallerieregiments (Kürassiere)
- Hammerstein, Hermann (1937–2020), deutscher Offizier der Bundeswehr
- Hammerstein, Jürgen (1925–2024), deutscher Gynäkologe, Endokrinologe und Hochschullehrer
- Hammerstein, Konstantin von (* 1961), deutscher Journalist
- Hammerstein, Ludwig von (1832–1905), deutscher Adeliger, Jesuit, Schriftsteller
- Hammerstein, Lukas (* 1958), deutscher Jurist, Hörfunkredakteur und Schriftsteller
- Hammerstein, Marie Luise von (1908–1999), deutsche Rechtsanwältin, Anhängerin der KPD und Mitarbeiterin von deren NachrichtendienstMarie Luise von Hammerstein (1908–1999)

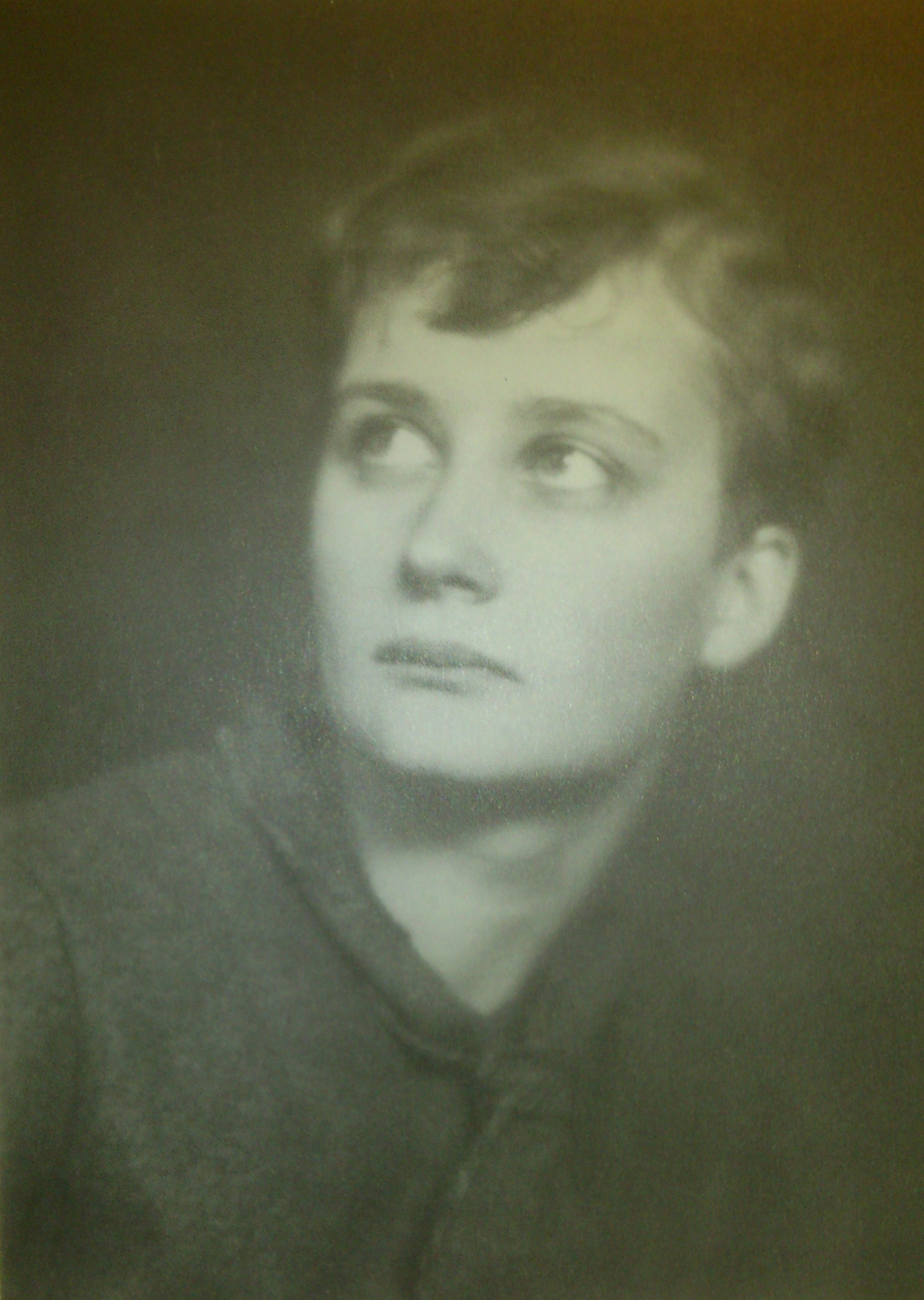
Marie Luise von Hammerstein (1908–1999)

- Hammerstein, Notker (1930–2024), deutscher Historiker
- Hammerstein, Oscar (1847–1919), US-amerikanischer Theater- und Opernproduzent deutscher Herkunft
- Hammerstein, Oscar (1895–1960), US-amerikanischer Musical-Produzent, Librettist und LiedtexterOscar Hammerstein II (1895–1960)

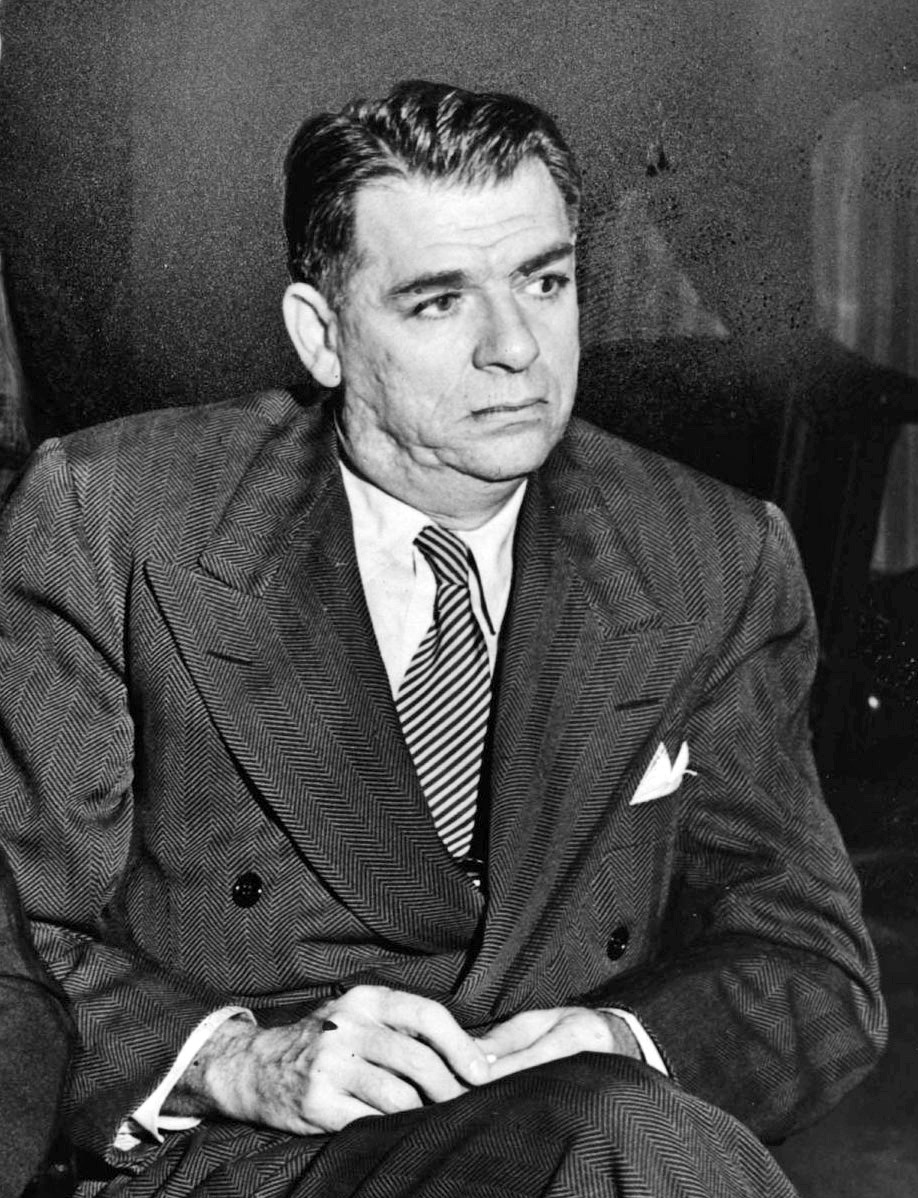
Oscar Hammerstein II (1895–1960)

- Hammerstein, Ralf Peter (* 1973), deutscher Offizier, Brigadegeneral der Bundeswehr
- Hammerstein, Reinhold (1915–2010), deutscher Musikwissenschaftler
- Hammerstein, Rudolf von (1735–1811), hannoveranischer Generalleutnant
- Hammerstein, Walter (1862–1944), deutscher Bankier
- Hammerstein, Wilhelm Joachim von (1838–1904), deutscher Politiker, MdR und Forstwirt
- Hammerstein, Wilhelm von (1808–1872), deutscher Politiker, Ministerpräsident im Königreich Hannover
- Hammerstein, William Friedrich von (1785–1861), österreichischer General
- Hammerstein-Equord, Carl von (1782–1867), Domherr in Osnabrück, hannoverischer Major, Forstmeister und Geheimer Rat
- Hammerstein-Equord, Franz Freiherr von (1921–2011), deutscher evangelischer Theologe
- Hammerstein-Equord, Friedrich von (1775–1851), hannoverischer Oberforstmeister, forsttechnischer Chef in der Berghauptmannschaft Claustal
- Hammerstein-Equord, Günther von (1877–1965), deutscher Generalleutnant im Zweiten Weltkrieg
- Hammerstein-Equord, Hans Georg von (1771–1841), österreichischer General
- Hammerstein-Equord, Hans von (1860–1898), deutscher Verwaltungsbeamter
- Hammerstein-Equord, Hans von (1881–1947), österreichischer Schriftsteller und Politiker
- Hammerstein-Equord, Kunrat von (1918–2007), deutscher Offizier und 1944 Beteiligter am Staatsstreich gegen Adolf Hitler
- Hammerstein-Equord, Kurt von (1878–1943), deutscher Generaloberst und Teil des militärischen Widerstandes gegen Adolf HitlerKurt von Hammerstein-Equord (1878–1943)

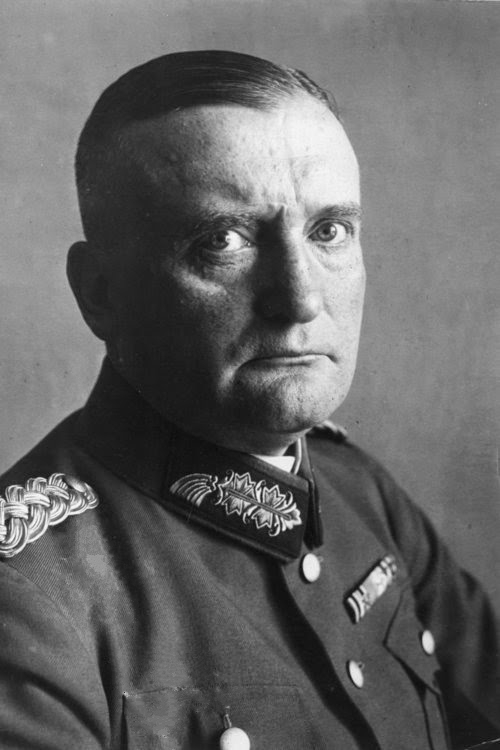
Kurt von Hammerstein-Equord (1878–1943)

- Hammerstein-Equord, Ludwig von (1919–1996), deutscher Offizier, Journalist und Intendant, 1944 Beteiligter am Staatsstreich gegen Adolf Hitler
- Hammerstein-Gesmold, Emil von (1827–1894), preußischer Generalmajor
- Hammerstein-Gesmold, Frithjof von (1870–1944), deutscher Generalleutnant
- Hammerstein-Gesmold, Hans von (1867–1933), deutscher General der Infanterie
- Hammerstein-Gesmold, Karl Georg Freiherr von (1873–1932), deutscher Landrat
- Hammerstein-Gesmold, Karl von (1866–1932), deutscher Verwaltungsjurist, Politiker und Ehrenritter des Johanniterordens
- Hammerstein-Loxten, Adolf Freiherr von (1868–1939), deutscher Grundbesitzer, Staatsbeamter und Politiker (DHP, ChrsV), MdR
- Hammerstein-Loxten, Ernst von (1827–1914), deutscher Politiker in Hannover und Preußen; preußischer Landwirtschaftsminister
- Hammerstein-Loxten, Hans von (1843–1905), preußischer Innenminister (Preußen)
- Hammerstein-Loxten, Ludwig von (1839–1927), preußischer General der Infanterie
- Hammerstein-Loxten, Ludwig von (1853–1928), sächsischer Generalmajor
- Hammerstiel, Robert (1933–2020), österreichischer Maler, Graphiker und Holzschneider
- Hammerstiel, Robert F. (* 1957), österreichischer Künstler
- Hammerstorfer, Hans (1870–1954), österreichischer Politiker (SdP), Abgeordneter zum Nationalrat
- Hammerström, Waltraud (* 1948), deutsche Politikerin (SPD), MdBB

##### Hammert
- Hammerthaler, Ralph (* 1965), deutscher Schriftsteller

#### Hammes
- Hammes, Alina (* 1992), deutsche Badmintonspielerin
- Hammes, Ernie (* 1968), luxemburgischer Trompeter
- Hammes, Ewald (* 1950), deutscher Fußballspieler
- Hammes, Fabian (* 1988), deutscher Badmintonspieler
- Hammes, George Albert (1911–1993), US-amerikanischer Geistlicher, römisch-katholischer Bischof von Superior
- Hammes, Gerd (* 1933), deutscher Komponist und Posaunist
- Hammes, Hans-Peter (* 1955), deutscher Mediziner und Hochschullehrer
- Hammes, Jan (* 1985), deutscher Fußballspieler
- Hammes, Josef (1890–1963), deutscher Landrat
- Hammes, Karl (1896–1939), deutscher Opernsänger (Bariton) und Jagdflieger im Ersten und Zweiten Weltkrieg
- Hammes, Kathrin (* 1989), deutsche RadrennfahrerinKathrin Hammes (* 1989)

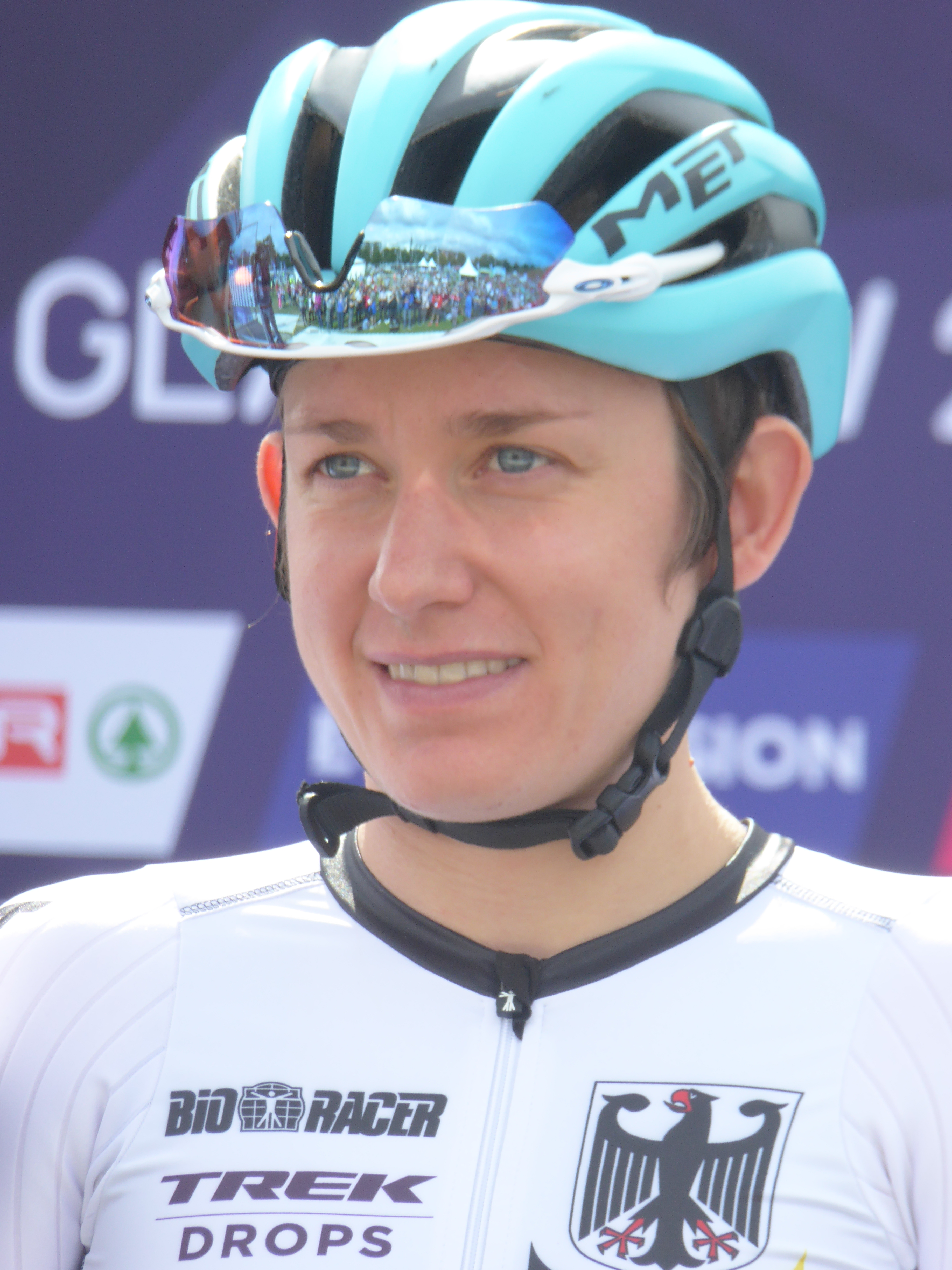
Kathrin Hammes (* 1989)

- Hammes, Manfred (* 1950), deutscher Journalist, Schriftsteller und Herausgeber
- Hammes, Michael (* 1974), deutscher Schachspieler
- Hammes-Rosenstein, Marie-Theres (1954–2019), deutsche Verwaltungsjuristin und Kommunalpolitikerin
- Hammes-Schiffer, Sharon (* 1966), US-amerikanische Chemikerin
- Hammesfahr, Guido (* 1968), deutscher Schauspieler
- Hammesfahr, Petra (* 1951), deutsche Schriftstellerin und Drehbuchautorin

#### Hammet
- Hammett, Bianca (* 1990), australische Synchronschwimmerin
- Hammett, Dashiell (1894–1961), US-amerikanischer Krimi-Schriftsteller
- Hammett, Kirk (* 1962), US-amerikanischer Leadgitarrist der Metal-Band MetallicaKirk Hammett (* 1962)

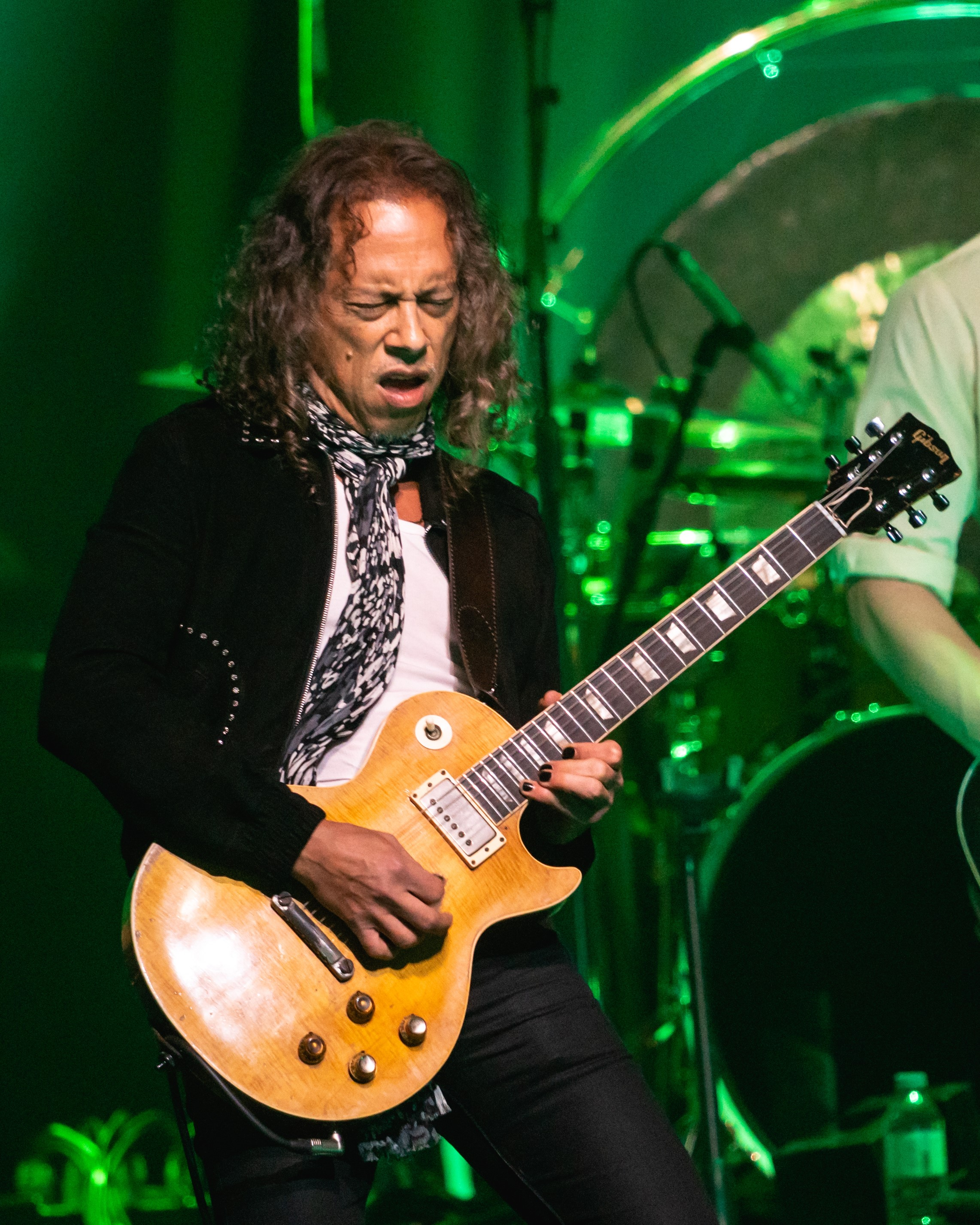
Kirk Hammett (* 1962)

- Hammett, Louis Plack (1894–1987), US-amerikanischer Physikochemiker
- Hammett, William H. (1799–1861), US-amerikanischer Politiker
- Hammetter, Konrad (1898–1941), österreichischer Politiker (NSDAP), MdR

### Hammi
- Hammi, Mohamed Ali El (1890–1928), Gründer der ersten tunesischen Gewerkschaftsbundes Confédération générale des travailleurs tunisiens (CGTT)
- Hammid, Alexander (1907–2004), tschechoslowakisch-amerikanischer Avantgarde-Fotograf und Filmregisseur
- Hammill, Adam (* 1988), englischer Fußballspieler
- Hammill, John (1875–1936), US-amerikanischer Politiker
- Hammill, Peter (* 1948), britischer Komponist, Songwriter und Musiker
- Hamming, Eleora (* 1999), kanadische Skispringerin
- Hamming, Richard (1915–1998), US-amerikanischer Mathematiker, einer der Begründer der Kodierungstheorie
- Hamminger, Helmuth (1942–2024), österreichischer Manager
- Hammink, Geert (* 1969), niederländischer Basketballspieler
- Hammitzsch, Angela (1883–1949), Halbschwester von Adolf HitlerAngela Hammitzsch (1883–1949)

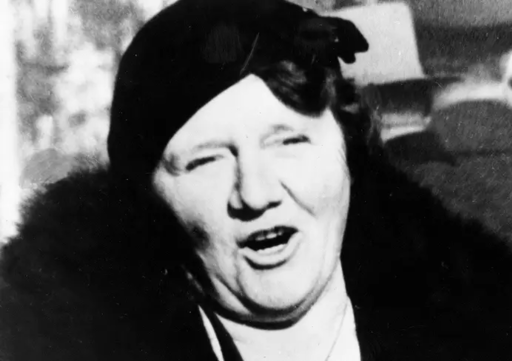
Angela Hammitzsch (1883–1949)

- Hammitzsch, Horst (1909–1991), deutscher Japanologe
- Hammitzsch, Martin (1878–1945), deutscher Architekt und Kommunalpolitiker

### Hammo
- Hammock, Ken, US-amerikanischer Country- und Rockabilly-Musiker und Gitarrist
- Hammon, Becky (* 1977), US-amerikanische und russische Basketballspielerin und -trainerin
- Hammon, Jennifer (* 1973), US-amerikanische Schauspielerin
- Hammon, Michael (* 1955), deutscher Kameramann und Filmregisseur
- Hammond, Abram A. (1814–1874), US-amerikanischer Politiker
- Hammond, Albert (* 1944), englischer Musiker und Songwriter
- Hammond, Albert junior (* 1980), US-amerikanischer Musiker
- Hammond, Aleqa (* 1965), grönländische Politikerin (Siumut)
- Hammond, Andrew (* 1988), kanadischer Eishockeytorwart
- Hammond, Beres (* 1955), jamaikanischer Sänger und Musikproduzent
- Hammond, Brandon (* 1984), US-amerikanischer Kinderdarsteller
- Hammond, Charles, englischer Bordellbetreiber
- Hammond, Chelsea (* 1983), jamaikanische Leichtathletin
- Hammond, Darrell (* 1955), US-amerikanischer Schauspieler und ComedianDarrell Hammond (* 1955)

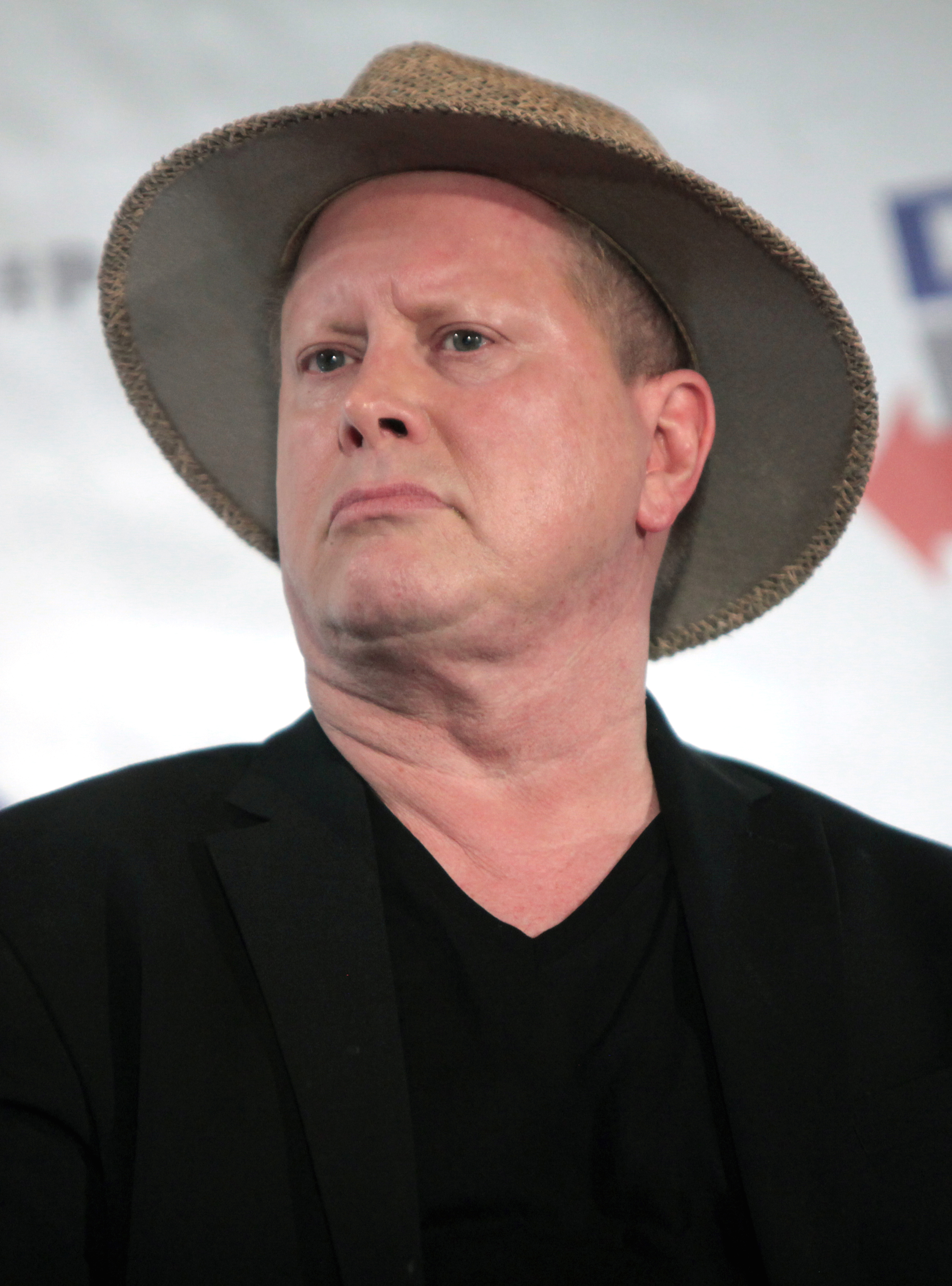
Darrell Hammond (* 1955)

- Hammond, David (1881–1940), US-amerikanischer Schwimmer und Wasserballspieler
- Hammond, Didz (* 1981), englischer Bassist
- Hammond, Doug (* 1942), US-amerikanischer Jazzmusiker (Schlagzeuger, Komponist, Sänger)
- Hammond, Edmund, 1. Baron Hammond (1802–1890), britischer Diplomat
- Hammond, Edward (1812–1882), US-amerikanischer Politiker
- Hammond, Elvis (* 1980), ghanaischer Fußballspieler
- Hammond, Fred (* 1961), US-amerikanischer Gospel- und Christian-Music-Sänger
- Hammond, George (1763–1853), britischer Diplomat
- Hammond, George S. (1921–2005), US-amerikanischer Chemiker
- Hammond, Harmony (* 1944), US-amerikanische Künstlerin, Autorin, Aktivistin und Kuratorin
- Hammond, Jabez Delano (1778–1855), US-amerikanischer Arzt, Jurist und Politiker
- Hammond, James Henry (1807–1864), US-amerikanischer Politiker
- Hammond, Jay (1922–2005), US-amerikanischer Politiker
- Hammond, Jeffery W. (* 1959), US-amerikanischer Offizier, Generalmajor der US-Army
- Hammond, Jeffrey (* 1946), britischer Rockmusiker
- Hammond, Jeremy (* 1985), US-amerikanischer politischer Aktivist und Musiker
- Hammond, John (1827–1889), US-amerikanischer Politiker
- Hammond, John (1889–1964), englischer Physiologe und Tierzuchtwissenschaftler
- Hammond, John (1910–1987), US-amerikanischer Plattenproduzent, Musiker und Musikkritiker
- Hammond, John C. (1842–1926), US-amerikanischer Rechtsanwalt
- Hammond, John Hays (1855–1936), US-amerikanischer Geologe, Mineningenieur und Diplomat
- Hammond, John Hays Jr. (1888–1965), US-amerikanischer Erfinder
- Hammond, John P. (* 1942), US-amerikanischer Bluessänger und -GitarristJohn P. Hammond (* 1942)

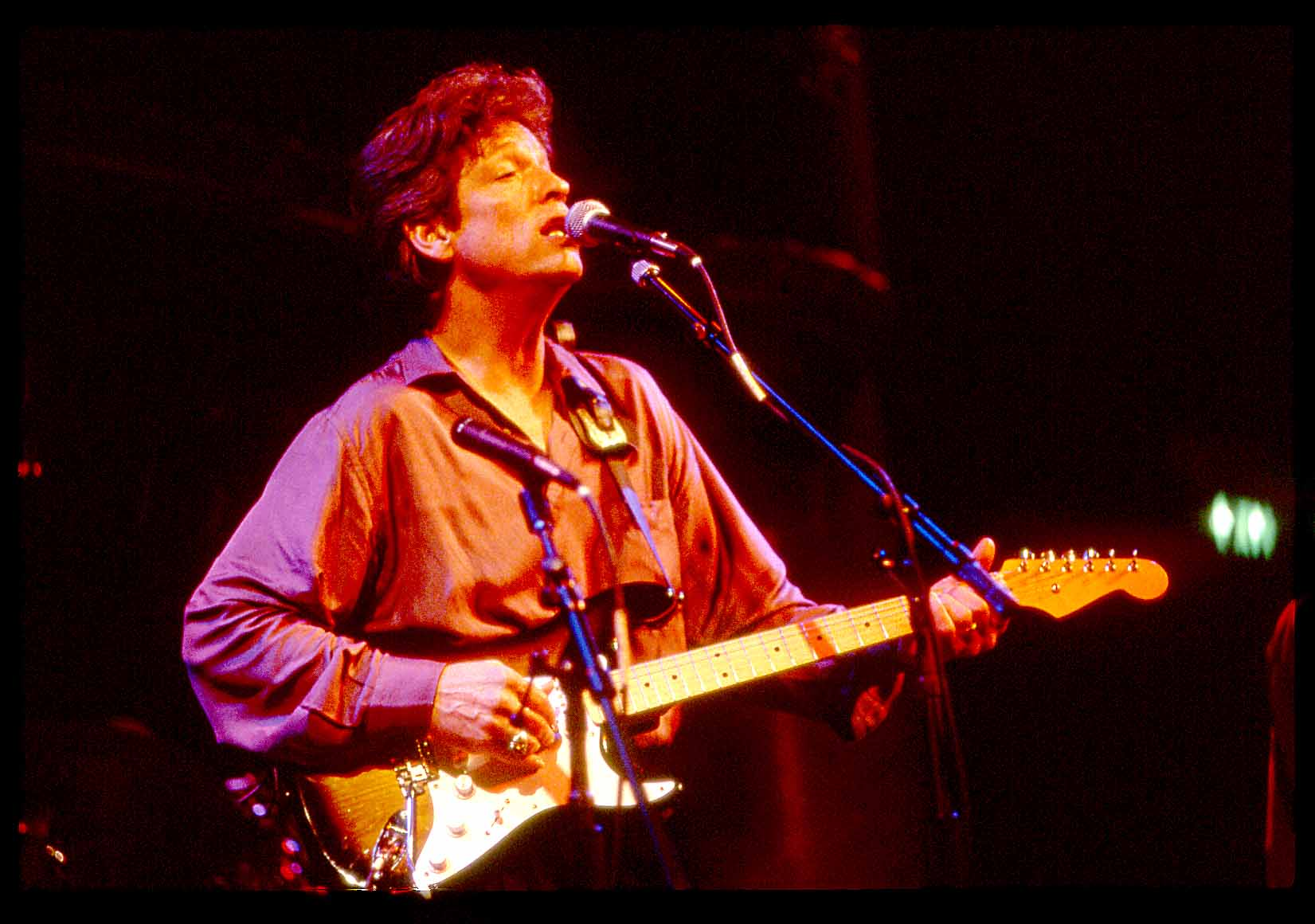
John P. Hammond (* 1942)

- Hammond, Josh (* 1979), US-amerikanischer Schauspieler, Synchronsprecher und Filmproduzent
- Hammond, Kathy (* 1951), US-amerikanische Leichtathletin und Olympionikin
- Hammond, Ken (* 1963), kanadischer Eishockeyspieler
- Hammond, L. Blaine (* 1952), US-amerikanischer Astronaut
- Hammond, Laurens (1895–1973), US-amerikanischer Geschäftsmann und Erfinder der Hammondorgel
- Hammond, Leslie Charles (1905–1955), indischer Hockeyspieler
- Hammond, Lisa (* 1956), britische Keramikerin
- Hammond, Mason (1903–2002), US-amerikanischer klassischer Philologe und Historiker
- Hammond, Mike (1990–2023), britisch-kanadischer Eishockeyspieler
- Hammond, Nathaniel Job (1833–1899), US-amerikanischer Jurist und Politiker
- Hammond, Nicholas (* 1950), US-amerikanischer SchauspielerNicholas Hammond (* 1950)

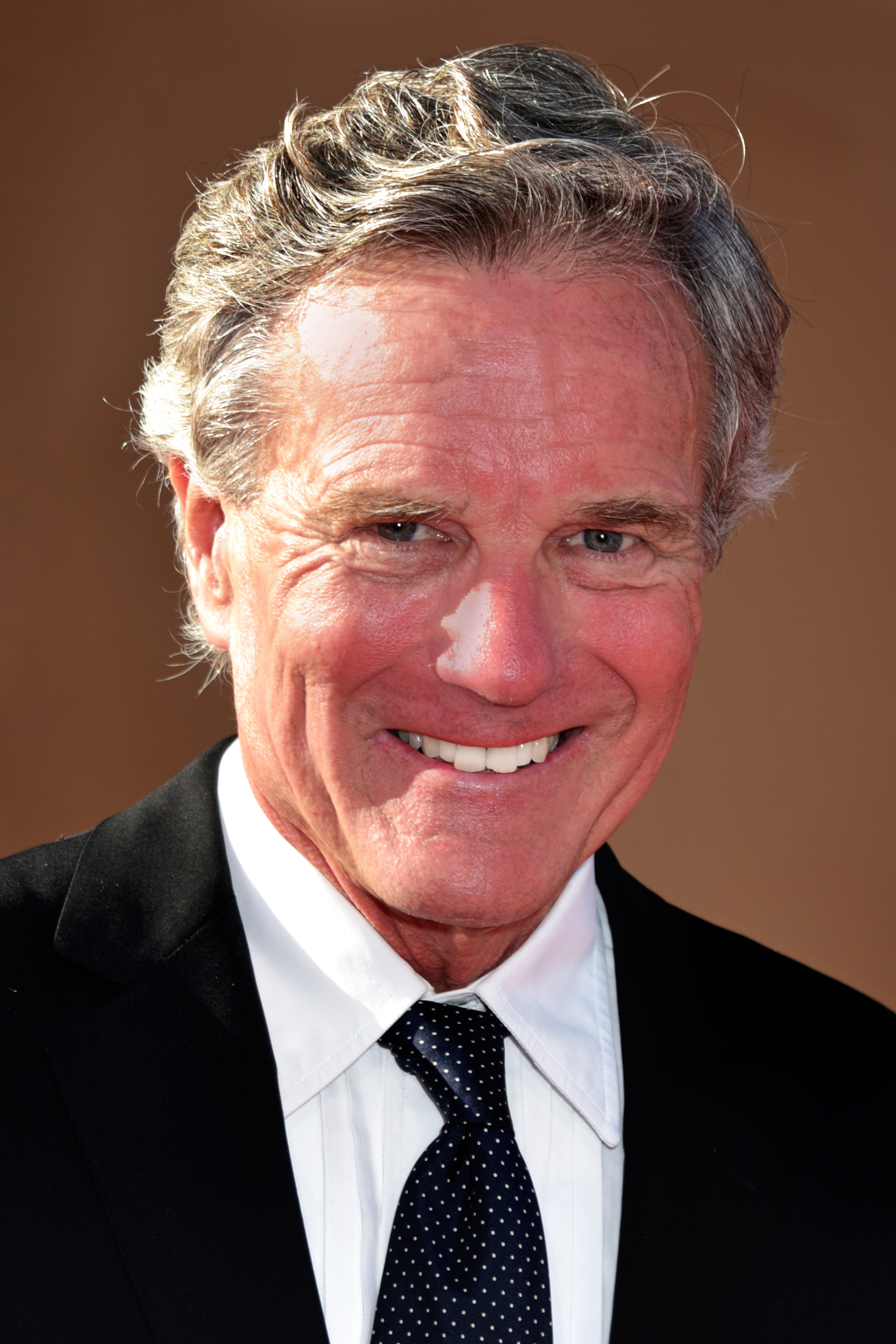
Nicholas Hammond (* 1950)

- Hammond, Nicholas G. (1907–2001), britischer Althistoriker und Professor der Universität Bristol
- Hammond, Norman (* 1944), britischer präkolumbianischer Archäologe
- Hammond, Ogden (1869–1956), US-amerikanischer Politiker, Botschafter in Spanien
- Hammond, Paula T. (* 1963), US-amerikanische Chemieingenieurin und Materialwissenschaftlerin
- Hammond, Peter (1923–2011), britischer Schauspieler und Fernsehregisseur
- Hammond, Peter Francis (1887–1971), US-amerikanischer Politiker
- Hammond, Philip (* 1955), britischer Politiker (Conservative Party)
- Hammond, Philip C. (1924–2008), US-amerikanischer Archäologe
- Hammond, Richard (* 1969), britischer Radio- und Fernseh-ModeratorRichard Hammond (* 1969)

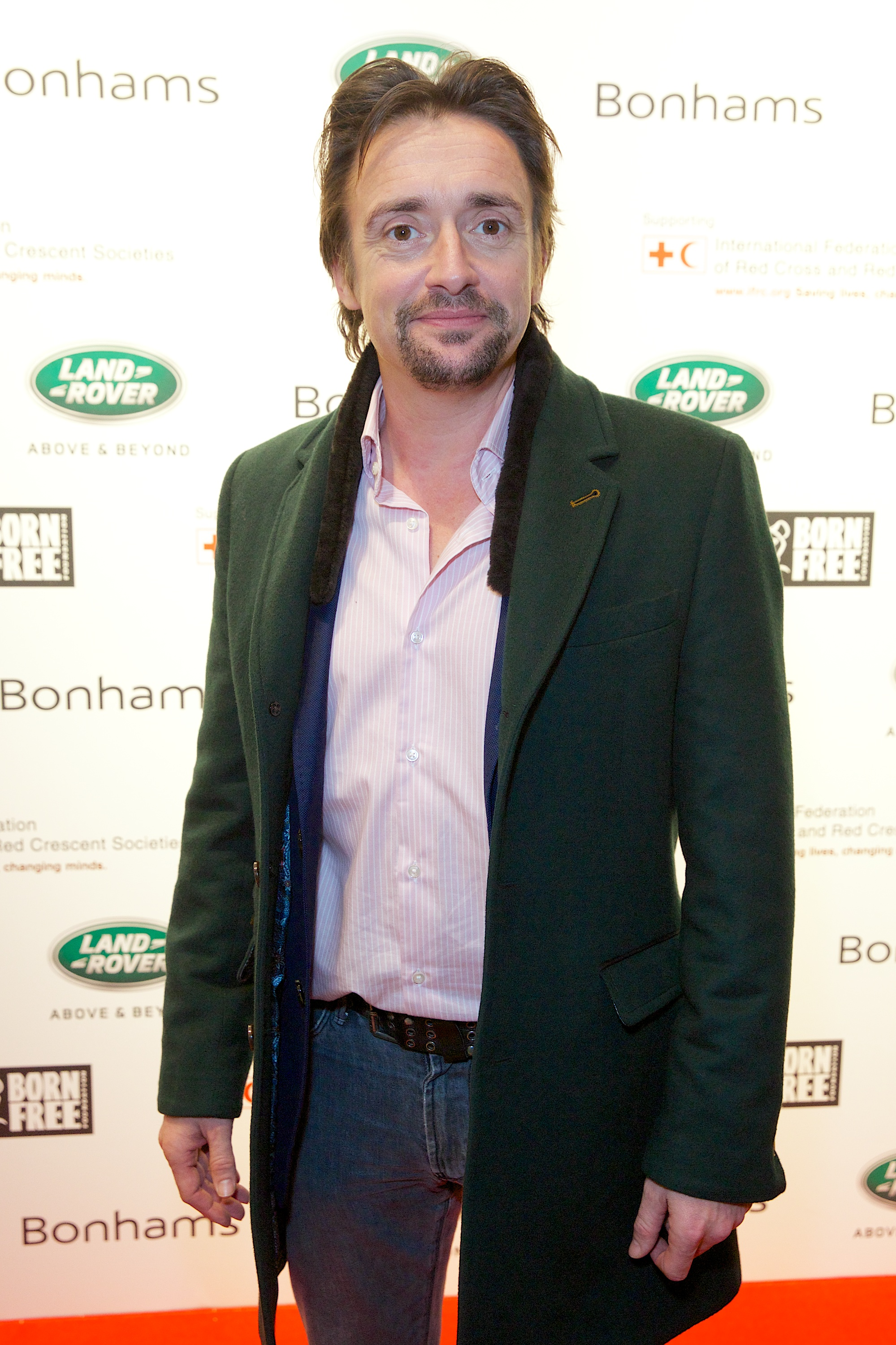
Richard Hammond (* 1969)

- Hammond, Robert († 2017), ghanaischer Fußballspieler
- Hammond, Robert (* 1981), australischer Hockeyspieler
- Hammond, Robert Hanna (1791–1847), US-amerikanischer Politiker
- Hammond, Roger (* 1974), britischer Radrennfahrer
- Hammond, Samuel (1757–1842), US-amerikanischer Politiker
- Hammond, Stephen (* 1962), britischer Politiker (Conservative Party), Mitglied des House of Commons
- Hammond, Terry (* 1957), australischer Radrennfahrer
- Hammond, Tex (* 2007), US-amerikanischer Kinderdarsteller und Synchronsprecher
- Hammond, Thomas (1843–1909), US-amerikanischer Politiker
- Hammond, Tristan (* 2003), australischer Fußballspieler
- Hammond, Wally (1903–1965), englischer Cricketspieler
- Hammond, Wayne (* 1948), australischer Hockeyspieler
- Hammond, William (1886–1960), US-amerikanischer Radrennfahrer
- Hammond, William Alexander (1828–1900), US-amerikanischer Militärchirurg, Physiologe und Neurologe
- Hammond, Winfield Scott (1863–1915), US-amerikanischer Politiker
- Hammond-Norden, Wilhelm (* 1906), deutscher Schriftsteller und Kabarettist
- Hammonds, Cliff (* 1985), US-amerikanischer Basketballspieler
- Hammons, David (1808–1888), US-amerikanischer Politiker
- Hammons, David (* 1943), US-amerikanischer Künstler
- Hammons, Joseph (1787–1836), US-amerikanischer Politiker
- Hammoud, Mahmoud (1935–2018), libanesischer Karrierediplomat, ehemaliger Außenminister und Verteidigungsminister seines Landes
- Hammouda, Saad (* 1993), marokkanischer Hochspringer
- Hammouni Anas, Es Saddik (* 1995), algerischer Sprinter
- Hammouti, Nariman (* 1979), deutsche Soldatin und Buchautorin

### Hammu
- Hammud ibn Muhammad ibn Said (1853–1902), Sultan von Sansibar
- Hammurapi I. († 1750 v. Chr.), König der ersten Dynastie von BabylonienHammurapi I. († 1750 v. Chr.)

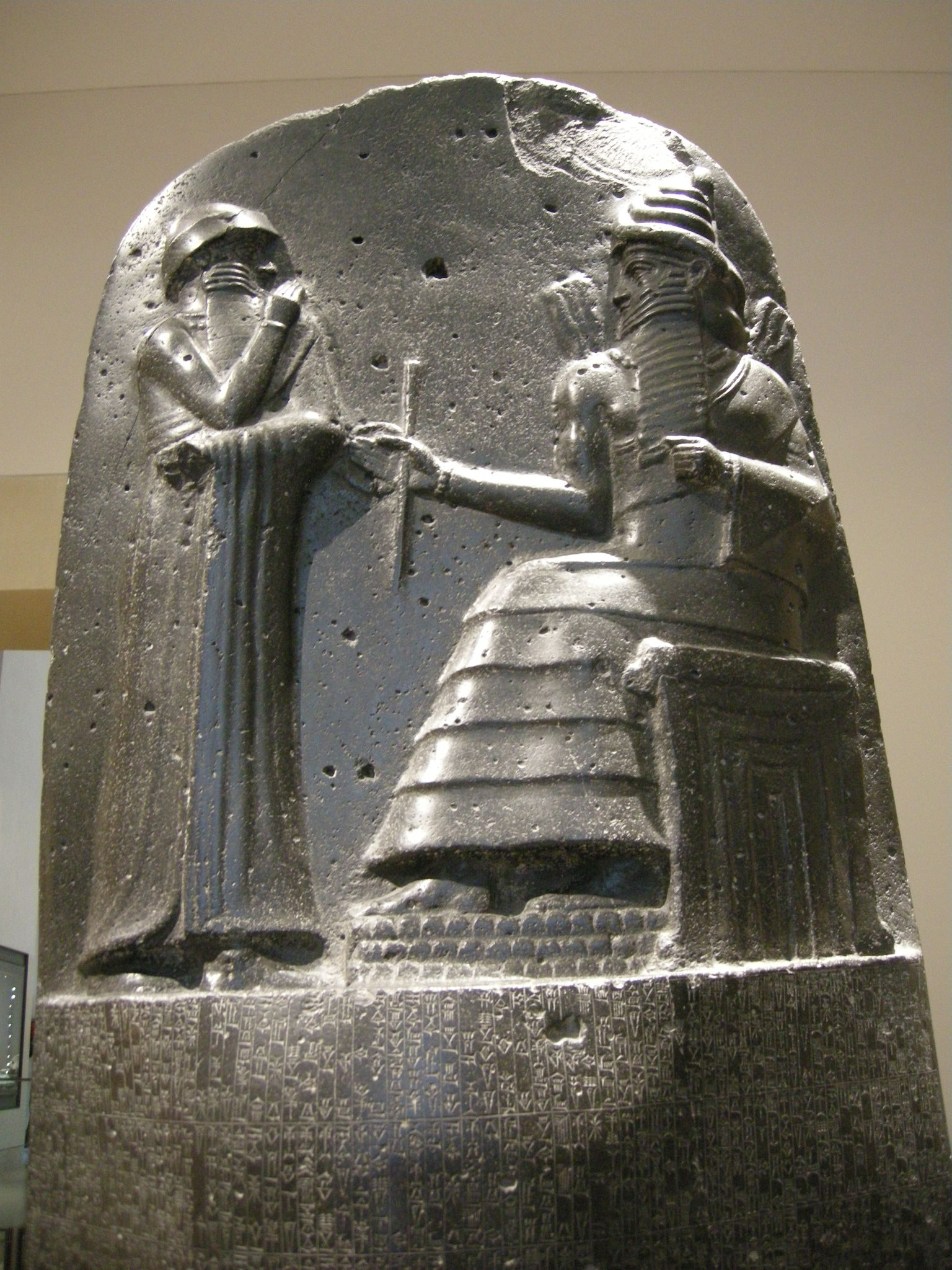
Hammurapi I. († 1750 v. Chr.)

### Hammw
- Hammwöhner, Rainer (1956–2016), deutscher Informationswissenschaftler